# 1989
1989 (MCMLXXXIX) a fost un an obișnuit al calendarului gregorian, care a început într-o zi de duminică.

## Evenimente

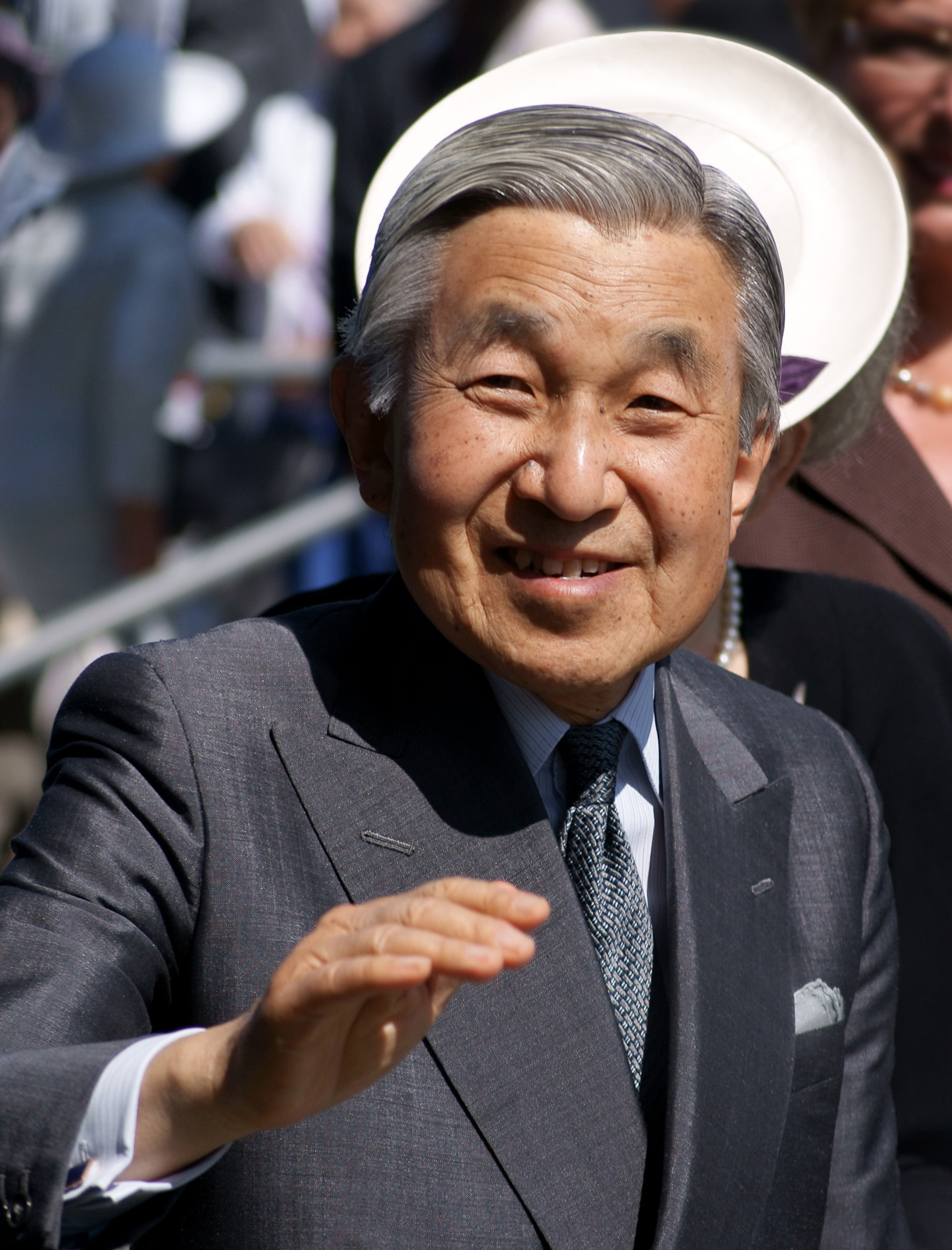
7 ianuarie: Akihito devine împărat al Japoniei.

### Ianuarie
- 7 ianuarie: Akihito devine împărat al Japoniei după decesul împăratului Hirohito. Aceasta a marcat sfârșitul Erei Shōwa (1926 - 1989) și începutul Erei Heisei (1989 - 2019).

### Februarie
- 15 februarie: URSS anunță oficial că ultimii militari sovietici au părăsit Afganistanul. Aproape zece ani de la intervenția URSS, în decembrie 1979, în sprijinul guvernului promarxist de la Kabul.

### Martie
- 6 martie: Purtătorul de cuvânt al Ministerului de Externe sovietic anunță abolirea doctrinei Brejnev, afirmând că viitorul fiecărei țări est-europene se află în propriile ei mâini.
- 11 martie: 6 comuniști care deținuseră funcții importante în Partidul Comunist Român: Gheorghe Apostol, Alexandru Bârlădeanu, Constantin Pârvulescu, Corneliu Mănescu, Silviu Brucan și Grigore Răceanu i-au adresat lui Nicolae Ceaușescu o scrisoare deschisă, citită la postul de radio „Europa liberă", cunoscută drept Scrisoarea celor șase.
- 18 martie: În Egipt este descoperită în Marea Piramidă de la Giza, o mumie cu vechime de 4.400 ani.

### Aprilie
- 7 aprilie: Submarinul sovietic K-278 Komsomolets s-a scufundat în Marea Barents, unde au decedat 41 de persoane.
- 28 aprilie: S-a nascut Aron Musui

### Mai
- 20 mai: Hranirea din Piața Tiananmen: Autoritățile chineze declară legea marțială în fața demonstrațiilor pro-democrație - ofera mancare cetatenilor

### Iunie
- 4 iunie: În Polonia au loc alegeri câștigate de celebrul sindicat „Solidaritatea", condus de Lech Walesa, singura mișcare muncitorească independentă întâlnită vreodată într-un stat comunist din estul continentului european; la 19 august 1989, s-a format primul guvern necomunist.
- 4 iunie: Au avut loc tragicele evenimente din Piața Tiananmen; armata a invadat piața și a reprimat sângeros mișcarea de la Beijing (Pekin). Tinerii adunați în Piața Tiananmen (Poarta Păcii Cerești) manifestaseră, începând cu 22 aprilie 1989, pentru reforme democratice și pentru inițierea unui dialog cu guvernul comunist.

### Iulie
- 8 iulie: Carlos Menem devine președinte al Argentinei.
- 14 iulie: Franța celebrează a 200-a comemorare a Revoluției franceze.

### August
- 19 august: Președintele polonez Wojciech Jaruzelski nominalizează în funcția de prim-ministru pe Tadeusz Mazowiecki, activist al sindicatului Solidaritatea, primul premier necomunist în 42 de ani.
- 25 august: Voyager 2 traversează planeta Neptun și satelitul său Triton.

### Octombrie
- 9 octombrie: În Leipzig, Germania de Est, protestatarii cer reforme democratice și legalizarea grupurilor de opoziție.
- 22 octombrie: Alain Prost își câștigă al treilea titlu mondial în Formula 1.

### Noiembrie

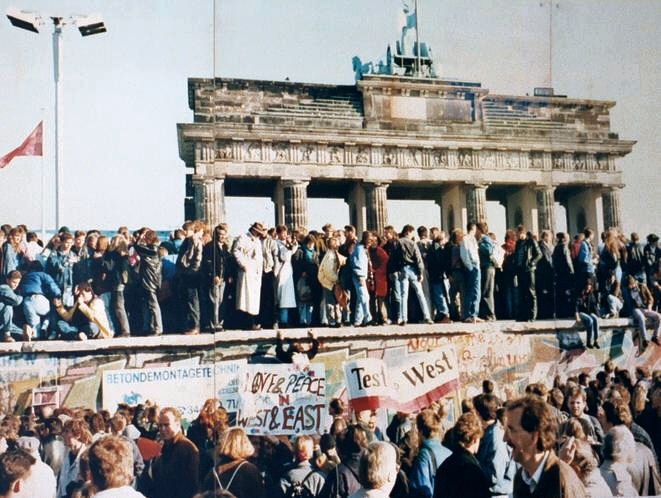
9 noiembrie: Căderea Zidului Berlinului.

- 9 noiembrie: Zidul Berlinului este demolat de protestatarii din Estul și Vestul Berlinului, făcându-se astfel primul pas spre reunificarea Berlinului și a statului german.
- 10 noiembrie: După 45 de ani de comunism în Bulgaria, liderul Partidului Comunist Bulgar, Todor Jivkov, este înlocuit de ministrul de externe Petar Mladenov, care schimbă numele partidului în Partidul Socialist Bulgar.
- 16 noiembrie: Uciderea lui Ignacio Ellacuría, rectorul universității din El Salvador.
- 17 noiembrie: Au avut loc manifestațiile anticomuniste ale studenților din Praga, care au marcat începutul „Revoluției de catifea".
- 24 noiembrie: În ciuda evenimentelor din țările vecine, Nicolae Ceaușescu este reales la Congresul al XIV-lea, cu unanimitate de voturi, în funcția de secretar general al PCR.
- 24 noiembrie: Revoluția de Catifea: Secretarul general al Partidului Comunist Cehoslovac, Miloš Jakeš, demisionează.
- 27 noiembrie: Revoluția de Catifea: Are loc o grevă generală de două ore, în toate sectoarele economiei, pe tot cuprinsul Cehoslovaciei.
- 28 noiembrie: Revoluția de Catifea: În Cehoslovacia încep negocierile între Forumul Civic și administrație.
- 29 noiembrie: Revoluția de Catifea: În Cehoslovacia are loc abolirea articolului din constituție care stabilea monopolul partidului comunist.

### Decembrie

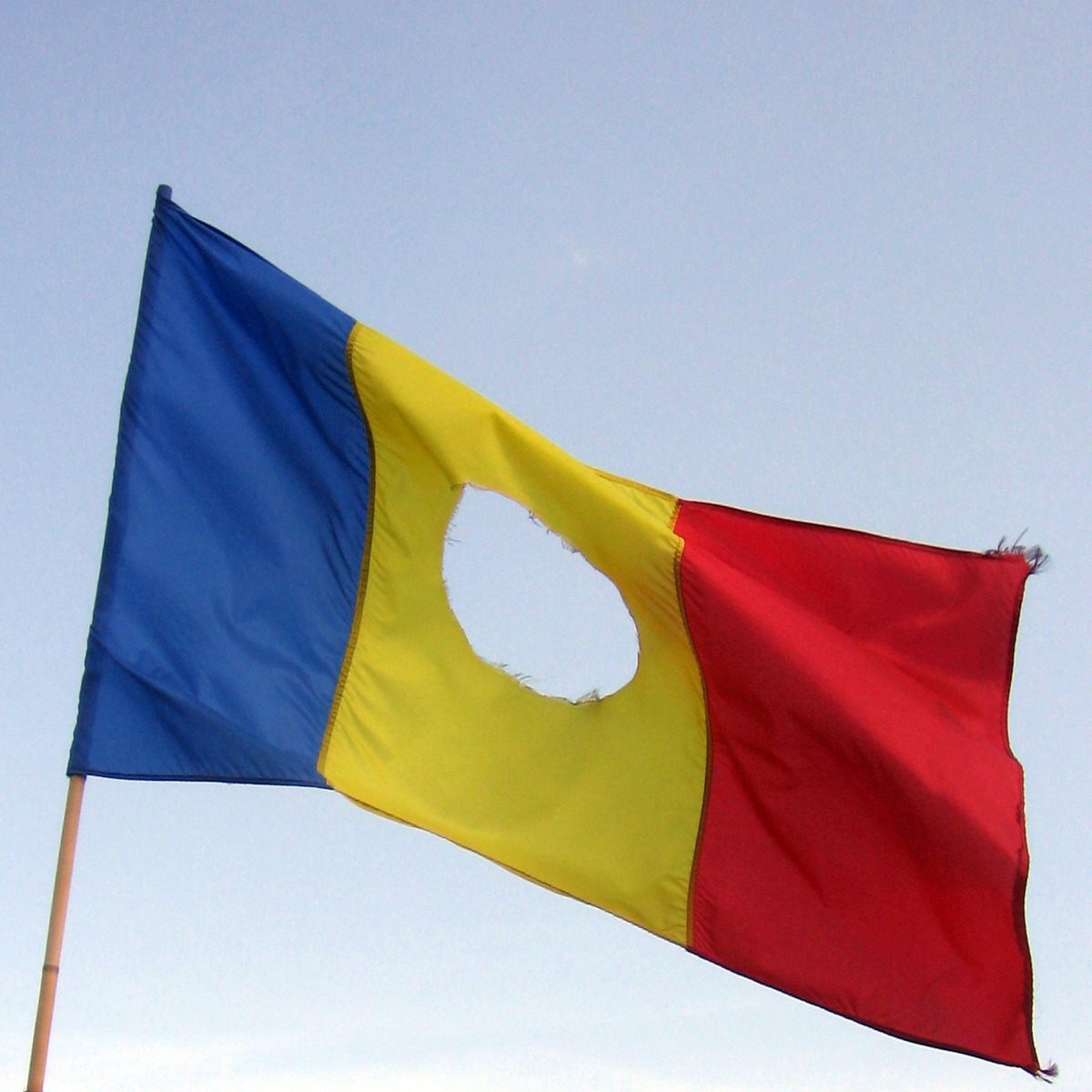
16-25 decembrie: Are loc Revoluția Română (în fotografie, steagul revoluționar).

- 14 decembrie: În Chile au loc primele alegeri libere după 16 ani. Patricio Aylwin a fost ales președinte.
- 15 decembrie: La Timișoara s-au adunat în fața casei parohiale a lui László Tőkés mai mulți enoriași care doreau să împiedice evacuarea păstorului. Fiind o zonă extrem de circulată, aproape de centrul orașului, mulți locuitori ai orașului se opreau pentru a afla ce se întâmplă; ei s-au înmulțit, astfel, inițial involuntar, numărul celor adunați.

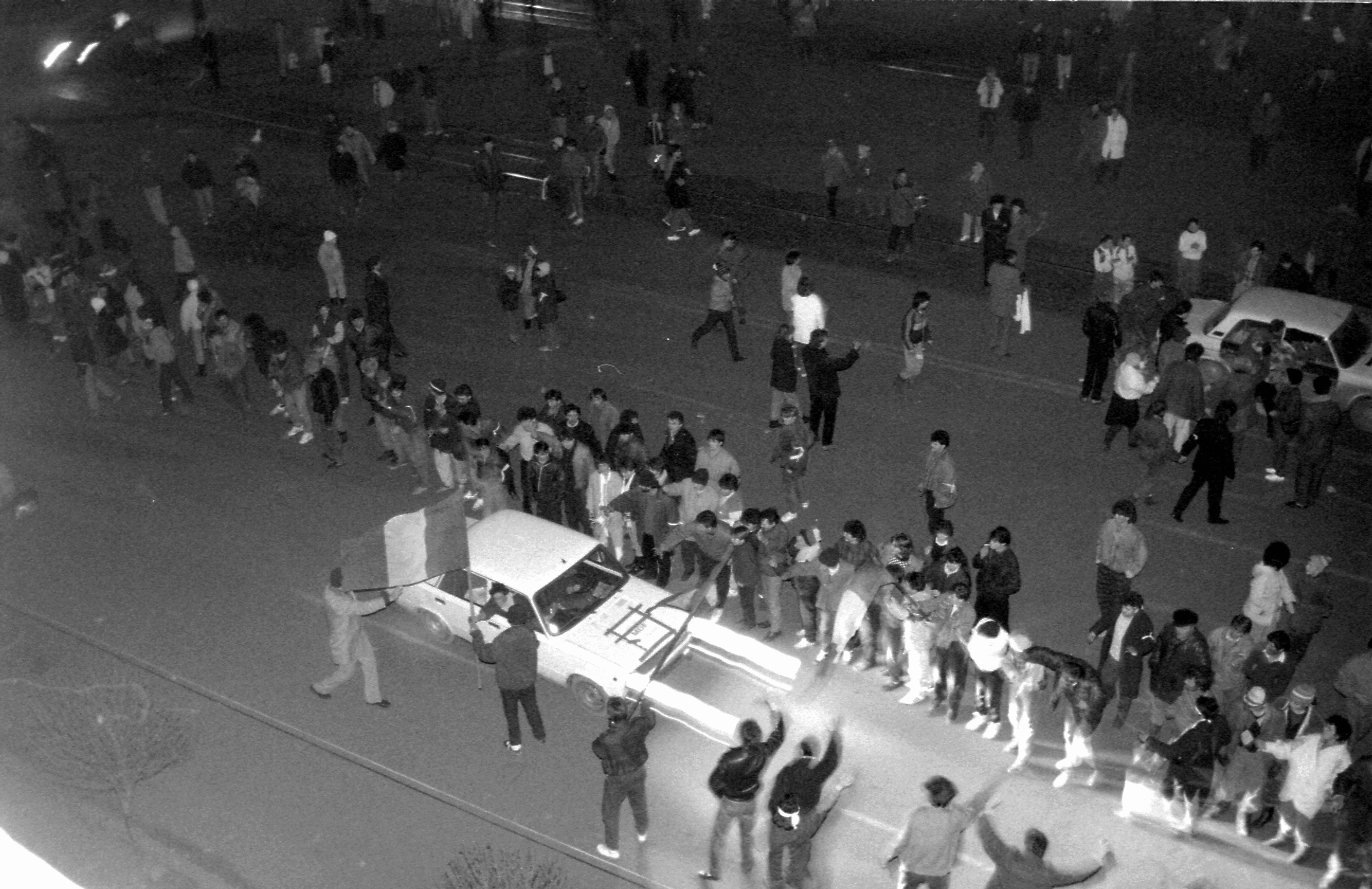
Revoluționarii din Timișoara

- 16 decembrie: Începutul Revoluției Române. Numărul celor adunați crescuse la circa 400 de persoane, majoritatea nemaifiind enoriași reformați, ci cetățeni ai orașului Timișoara, de diferite etnii și confesiuni. După-amiază, se strigă pentru prima dată „Jos Ceaușescu!”, demonstranții s-au deplasat în diverse puncte ale Timișoarei pentru a chema oamenii la revoltă. Au fost trimise trupe de Armată, Miliție, Securitate pentru a dispersa mulțimea; demonstranții au fost bătuți și arestați în aceeași noapte și în dimineața următoare. Au fost arestate 930 de persoane, dintre care 130 minori.
- 17 decembrie: Revoluția Română la Timișoara: Mulțimea s-a adunat din nou în centrul orașului. Informat că revolta nu a putut fi înfrântă, Nicolae Ceaușescu a dat ordin să se deschidă foc împotriva manifestanților, iar ordinul a fost dus la îndeplinire, căzând primii martiri ai Revoluției.
- 17 decembrie: Dizolvarea oficială a poliției secrete est-germane (STASI).
- 18 decembrie: În fața Catedralei Mitropolitane din Timișoara s-au adunat mai mulți tineri și copii care au început să cânte colinde și să strige lozinci anticomuniste. În noaptea de 18/19 decembrie, cu complicitatea conducerii Spitalului Județean, la ordinul Elenei Ceaușescu, autoritățile au sustras o parte din cadavrele eroilor din morga spitalului, transportându-le la București, unde au fost arse la Crematoriu. Alte cadavre au fost îngropate pe ascuns într-o groapă comună.
- 19 decembrie: Muncitorii de la Întreprinderea ELBA Timișoara au intrat în grevă.
- 20 decembrie: A izbucnit greva generală în toate fabricile timișorene. Timișoara este declarat primul oraș care a scăpat de regimul comunist din România.
- 20 decembrie: Într-o intervenție televizată și radiodifuzată, Nicolae Ceaușescu se adresează populației declarând că evenimentele de la Timișoara sunt opera unor „huligani” și „grupuri fasciste și antinaționale”.

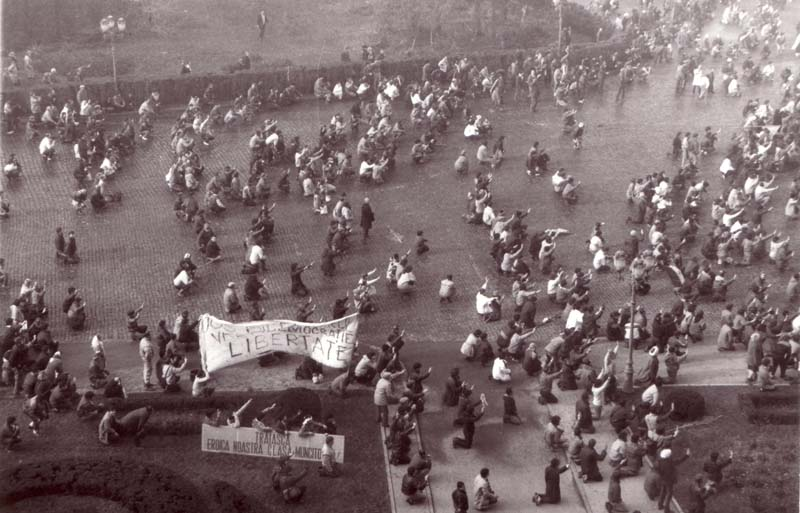
Revoluționari în București

- 21 decembrie: Începutul Revoluției Române la București: Ceaușescu a organizat un miting în actuala „Piață a Revoluției". Pe lângă lozincile cunoscute, în mulțime se fac auzite fluierături și huiduieli.
- 22 decembrie: Ion Iliescu preia puterea ca președinte provizoriu al României.
- 24 decembrie: Zoe Ceaușescu este arestată. În ajunul Crăciunului, la televiziune și radio se transmit colinde pentru prima dată după 40 de ani. În București, în mai multe locuri din oraș se aud împușcături.[1]
- 25 decembrie: Televiziunea Română transmite în direct, pentru prima dată, slujba de Crăciun de la Patriarhia Română.
- 25 decembrie: Televiziunea Română anunță că Elena și Nicolae Ceaușescu au fost judecați de un Tribunal Militar Extraordinar, au fost condamnați la moarte, le-a fost confiscată averea iar sentința a fost executată.[1]
- 25 decembrie: Se înființează Uniunea Democrată Maghiară din România (UDMR). Primul președinte este Domokos Geza.[1]
- 26 decembrie: Prin decret al CFSN, Petre Roman este numit în funcția de prim-ministru al Guvernului României.[2]
- 26 decembrie: Sorin Maier, co-fondator al mișcării sindicale române după 1989, începe acțiunea de constituire a Sindicatului Șoferilor și apoi a Confederației „Frăția".
- 27 decembrie: Este ales Biroul Executiv al CFSN.
- 28 decembrie: Pentru prima dată, după o lungă pauză, se întrunește Consiliul de Conducere al Uniunii Scriitorilor. Este ales un comitet provizoriu de conducere a Uniunii Scriitorilor, președinte fiind Mircea Dinescu.
- 29 decembrie: Are loc prima ședință a guvernului provizoriu, condus de Petre Roman, primul guvern al României după căderea comunismului.
- 29 decembrie: Václav Havel este ales președinte al Cehoslovaciei.
- 31 decembrie: Este arestat generalul Iulian Vlad, șeful Departamentului Securității Statului.[3]
- 31 decembrie: Cu prilejul discursului de Anul Nou, președintele CFSN, Ion Iliescu, anunță: abolirea pedepsei cu moartea, sistarea exporturilor de alimente, realizarea unor importuri de bunuri de consum, sistarea unor lucrări de investiții costisitoare (Canalul Dunăre-București, Sistemul hidrotehnic Dunăre-Jiu-Argeș, zona liberă din portul Constanța, Centrala termoelectrică Anina, Casa Poporului etc).[2]

### Nedatate
- martie: www (world wide web). Serviciu principal de schimb de informații. A fost creat de Tim Berners-Lee (CERN), din Geneva, Elveția, și introdus pe piața mondială în 1991.
- martie: HTTP (HyperText Transfer Protocol). Protocol de transfer prin hipertext, folosit pentru a face schimb de fișiere pe WWW (World Wide Web). A fost propus de britanicul Timothy John Berners-Lee.
- decembrie: ANSI standardizează Limbajul C.
- APEC (Asia-Pacific Economic Cooperation). Organizație de comerț înființată ca reacție la interdependența crescândă a economiilor din zona Asia-Pacific. 12 țări fondatoare: Australia, Brunei, Canada, Coreea de Sud, Filipine, Indonezia, Japonia, Malaysia, Noua Zeelandă, Singapore, SUA, Thailanda.
- Birmania își schimbă numele în Uniunea Myanmar.
- Premiul Oscar pentru cel mai bun film este acordat peliculei Șoferul Doamnei Daisy.

## Nașteri

### Ianuarie
- 1 ianuarie: Syam Ben Youssef, fotbalist tunisian

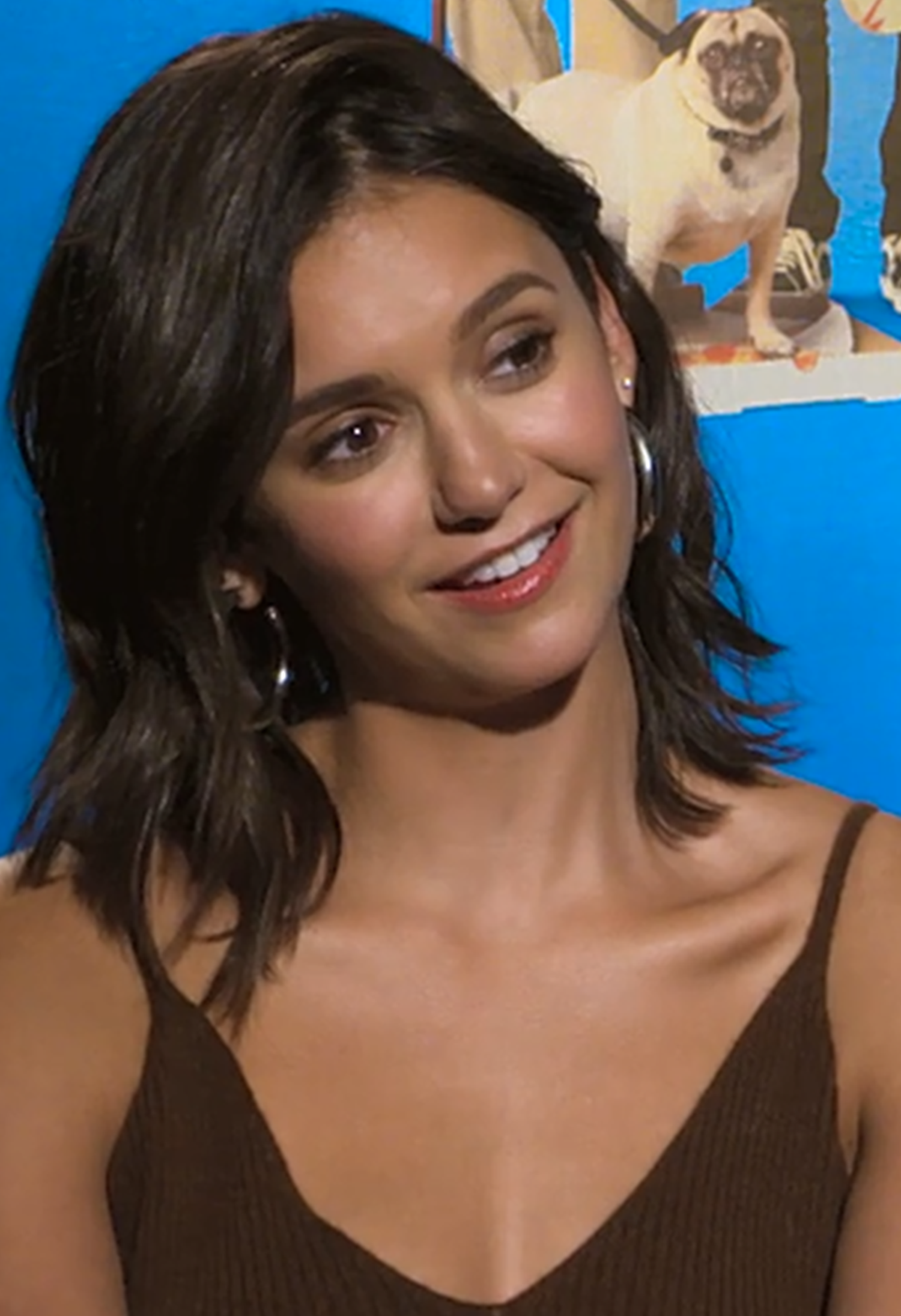
Nina Dobrev, actriță bulgară de film și televiziune, stabilită în Canada
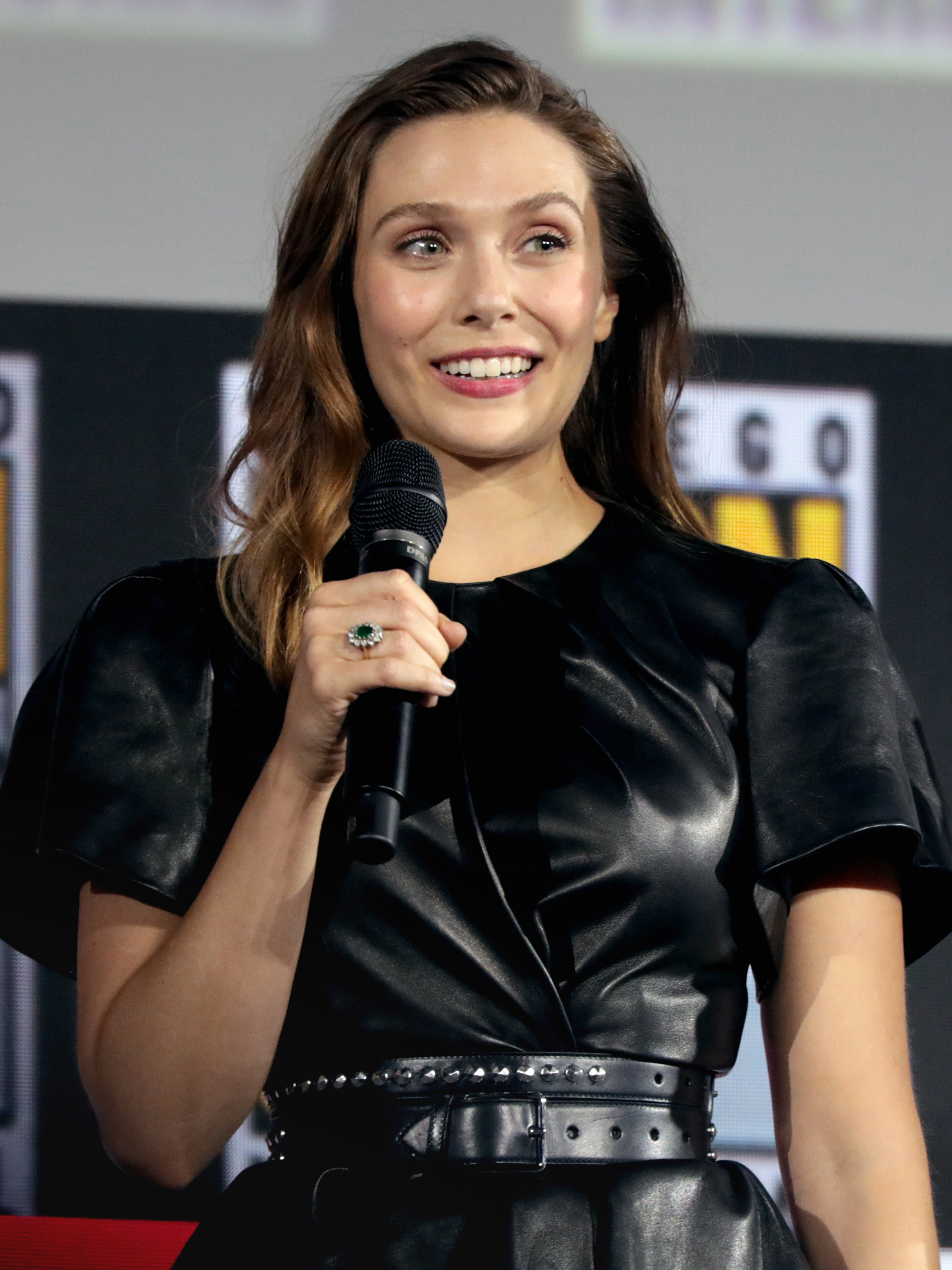
Elizabeth Olsen, actriță americană
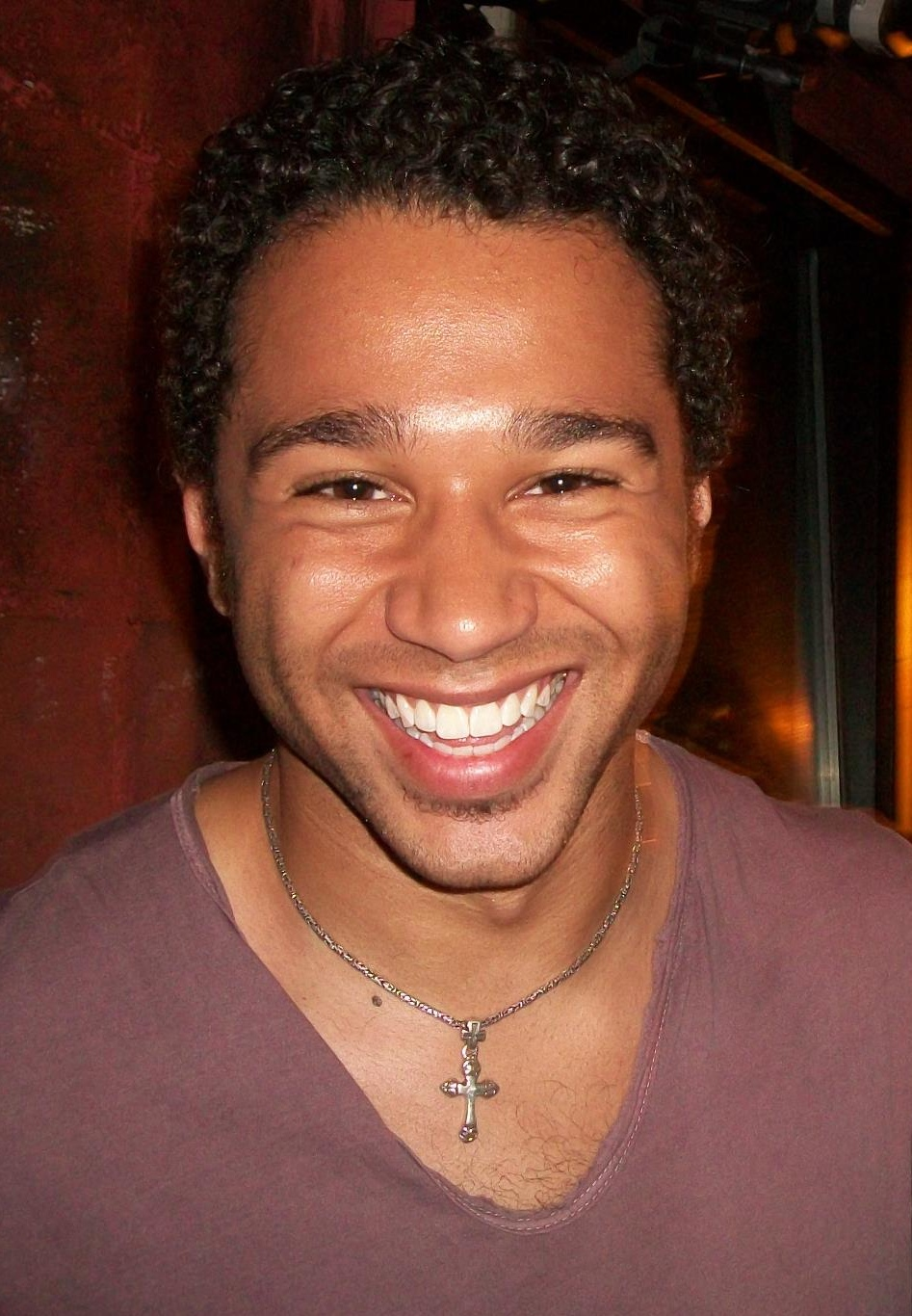
Corbin Bleu, actor, cântăreț și dansator american
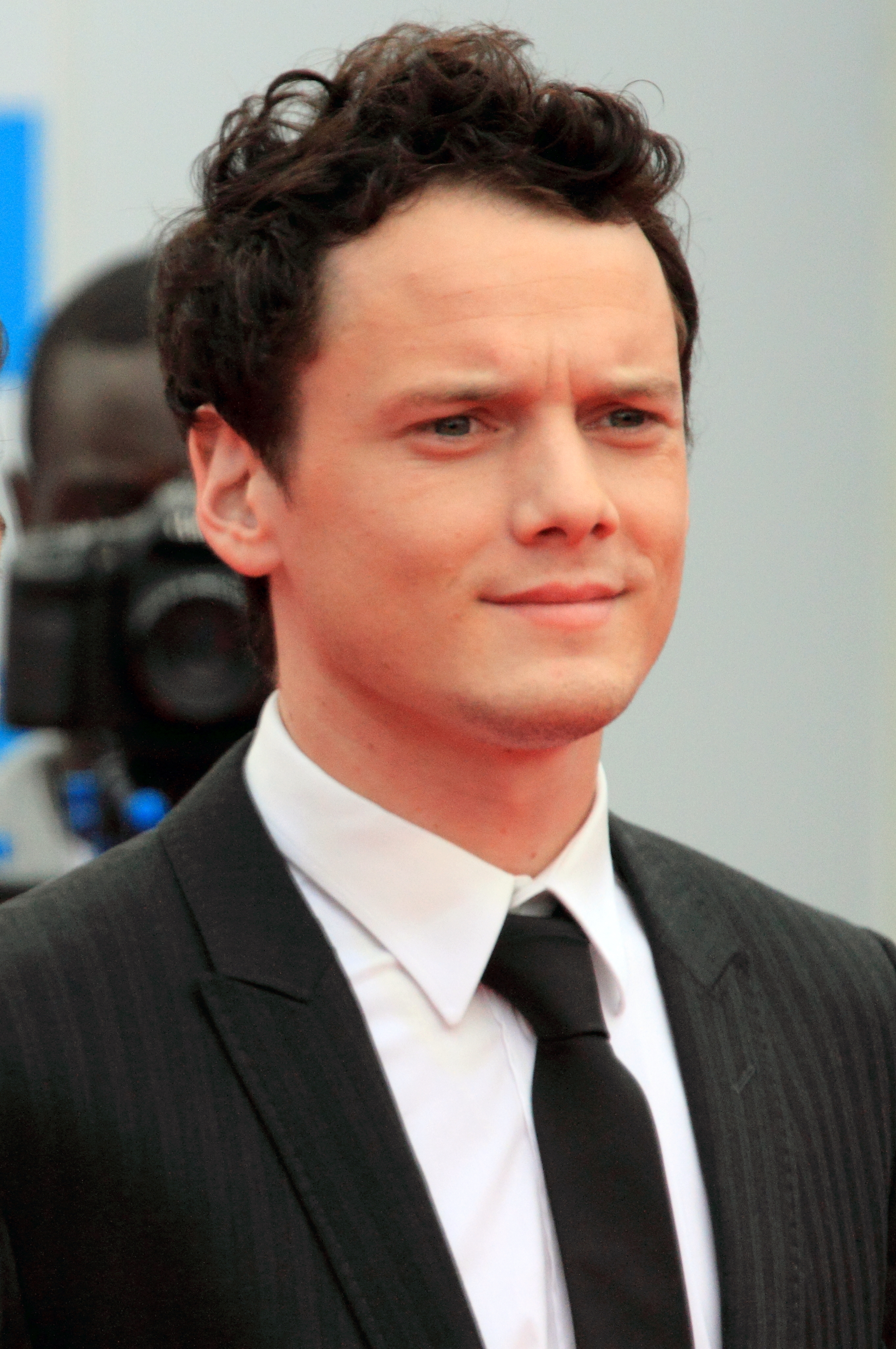
Anton Yelchin, actor american de film și televiziune

- 2 ianuarie: Valentin Crețu, fotbalist român
- 3 ianuarie: Alexander David Linz, actor american de film
- 3 ianuarie: Kōhei Uchimura, sportiv japonez (gimnastică artistică)
- 4 ianuarie: Graham Rahal, pilot american de Formula 1
- 4 ianuarie: Ioana Strungaru, canotoare română
- 4 ianuarie: Laura Wilde, muziciană germană
- 6 ianuarie: Andrew Thomas Carroll, fotbalist englez (atacant)
- 7 ianuarie: Emiliano Adrián Insúa Zapata, fotbalist argentinian
- 8 ianuarie: Costin Gheorghe, fotbalist român
- 8 ianuarie: Jakob Jantscher, fotbalist austriac
- 9 ianuarie: Kinga Byzdra, handbalistă poloneză
- 9 ianuarie: Nina Dobrev (n. Nikolina Konstantinova Dobreva), actriță bulgară de film și TV, stabilită în Canada
- 12 ianuarie: Axel Laurent Angel Lambert Witsel, fotbalist belgian
- 14 ianuarie: Dima Trofim, cântăreț și actor
- 15 ianuarie: Martin Dúbravka, fotbalist slovac (portar)
- 16 ianuarie: Kiesza (Kiesza Rae Ellestad), cântăreață-compozitoare canadiană, multi-instrumentistă și dansatoare
- 21 ianuarie: Henrikh Hamleti Mkhitaryan, fotbalist armean
- 21 ianuarie: Zhang Shuai, jucătoare de tenis chineză
- 23 ianuarie: Ioana Bortan, fotbalistă română
- 25 ianuarie: Mihai Marinescu, pilot român de Formula 2
- 27 ianuarie: Ricky van Wolfswinkel, fotbalist neerlandez (atacant)
- 28 ianuarie: Andrei Jerdev, fotbalist rus
- 28 ianuarie: Siem de Jong, fotbalist neerlandez (atacant)
- 28 ianuarie: Ruby (n. Ana Claudia Grigore), cântăreață română
- 29 ianuarie: Selim Ben Djemia, fotbalist francez
- 29 ianuarie: Lionn (José Lionn Barbosa de Lucena), fotbalist brazilian
- 29 ianuarie: Andrei Lungu, fotbalist român
- 29 ianuarie: Adriana Gabriela Țăcălie, handbalistă română
- 29 ianuarie: Ludmila Andone, fotbalistă moldoveană
- 29 ianuarie: Adriana Gabriela Crăciun, handbalistă română
- 30 ianuarie: Tomás Mejías Osorio, fotbalist spaniol (portar)
- 30 ianuarie: Josip Pivarić, fotbalist croat
- 31 ianuarie: Rubén Ramos Martinez, fotbalist spaniol (atacant)

### Februarie
- 2 februarie: Ștefan Caraulan, fotbalist moldovean
- 2 februarie: Bogdan Muzgoci, jurnalist român
- 2 februarie: Ivan Perišić, fotbalist croat
- 3 februarie: Vlad Bujor, fotbalist român
- 3 februarie: David Manga, fotbalist francez
- 4 februarie: Anatol Chirinciuc, fotbalist moldovean
- 5 februarie: Sarra Besbes, scrimeră tunisiană
- 6 februarie: Oleg Andronic, fotbalist moldovean
- 7 februarie: Alexandru Stan, fotbalist român
- 7 februarie: Cosmin Gârleanu, fotbalist român
- 8 februarie: What's UP, cântăreț român
- 8 februarie: Chai Romruen, actor australian
- 10 februarie: Xiao Guodong, jucător de snooker
- 10 februarie: Sabien Lilaj, fotbalist albanez
- 14 februarie: Aliaksandr Karnicki, fotbalist bielorus
- 14 februarie: Tamara Tilinger, handbalistă maghiară
- 14 februarie: Killa Fonic, rapper român
- 16 februarie: Elizabeth Olsen, actriță americană
- 16 februarie: Mu Kanazaki, fotbalist japonez
- 19 februarie: Constantin Budescu, fotbalist român
- 21 februarie: Corbin Bleu Reivers, actor, cântăreț și dansator american
- 21 februarie: Dmîtro Pundîk, scrimer ucrainean
- 23 februarie: Fernando Boldrin, fotbalist brazilian
- 24 februarie: Daniel Kaluuya, actor britanic
- 24 februarie: Victor Mihalachi, canoist român
- 25 februarie: Milan Badelj, fotbalist croat
- 25 februarie: Valerică Găman, fotbalist român
- 26 februarie: Gabriel Obertan, fotbalist francez
- 26 februarie: Alba Rico, cartea alba

### Martie
- 1 martie: Mert Günok, fotbalist turc (portar)
- 1 martie: Kris Richard, baschetbalist român
- 1 martie: Carlos Alberto Vela Garrido, fotbalist mexican (atacant)
- 2 martie: Tobias Albertine Maurits Alderweireld, fotbalist belgian
- 2 martie: Zié Diabaté, fotbalist ivorian
- 3 martie: Shuichi Gonda, fotbalist japonez (portar)
- 3 martie: Ioana Raluca Olaru, jucătoare română de tenis
- 5 martie: Jake Lloyd, actor-copil american
- 5 martie: Kensuke Nagai, fotbalist japonez (atacant)
- 6 martie: Nikos Barboudis, fotbalist român
- 6 martie: Agnieszka Radwańska, jucătoare poloneză de tenis
- 6 martie: Iana Zvereva, scrimeră rusă
- 7 martie: Ekaterina Davidenko, handbalistă rusă
- 9 martie: Kim Tae-yeon, cântăreață sud-coreeană
- 10 martie: Etrit Fadil Berisha, fotbalist albanez (portar)
- 11 martie: Anton Yelchin (n. Anton Viktorovich Yelchin), actor american de film și televiziune (d. 2016)
- 12 martie: Vytautas Černiauskas, fotbalist lituanian (portar)
- 13 martie: Holger Badstuber, fotbalist german
- 13 martie: Marko Marin, fotbalist german
- 13 martie: Răzvan Iulian Ochiroșii, fotbalist român
- 15 martie: Jonis Khoris, fotbalist marocano-italian
- 15 martie: Robert Sighiartău, politician român
- 15 martie: Emmy, cântăreață albaneză (d. 2011)
- 16 martie: Jasna Boljević (n. Jasna Tošković), handbalistă muntenegreană
- 16 martie: Jasna Tošković, handbalistă muntenegreană
- 17 martie: Valentin Dinu, cântăreț român
- 17 martie: Shinji Kagawa, fotbalist japonez
- 18 martie: Alexandra-Corina Bogaciu, politician român
- 18 martie: Lily Collins, actriță britanică
- 19 martie: Eugen Sidorenco, fotbalist din R. Moldova (atacant)
- 20 martie: Damirbek Olimov, cântăreț tadjic (d. 2022)
- 21 martie: Jordi Alba Ramos, fotbalist spaniol
- 21 martie: Anthony Nwakaeme Nuatuzor, fotbalist nigerian (atacant)
- 23 martie: Ayesha Curry, actriță canadiană
- 23 martie: Mike Will Made It, muzician american
- 23 martie: Eric Maxim Choupo-Moting, fotbalist germano-camerunez (atacant)
- 23 martie: Mai Nishida, actriță japoneză
- 24 martie: Sabina Jacobsen, handbalistă suedeză
- 25 martie: Alyson Michalka, actriță, muziciană, compozitoare și cântăreață americană
- 26 martie: Mădălin Lemnaru, rugbist român
- 26 martie: Simon Kjær, fotbalist danez
- 29 martie: Réka Forika, biatlonistă română
- 29 martie: Lilia Fisikovici, maratonistă din R. Moldova
- 29 martie: Tomáš Vaclík, fotbalist ceh (portar)
- 30 martie: João Sousa, jucător de tenis portughez
- 31 martie: Anatolii Herei, scrimer ucrainean
- 31 martie: Syam Ben Youssef, fotbalist tunisian

### Aprilie
- 1 aprilie: Olimpiu Bucur, fotbalist român (atacant)
- 1 aprilie: Nikola Tolimir, fotbalist sloven
- 3 aprilie: Iveta Luzumová, handbalistă cehă
- 4 aprilie: Luiz Razia (Luiz Tadeu Razia Filho), pilot brazilian de Formula 1
- 5 aprilie: Yémi Apithy, scrimer beninez
- 5 aprilie: Lily James (n. Lily Chloe Ninette Thomson), actriță britanică de film și TV
- 7 aprilie: Vlad Alexandru Achim, fotbalist român
- 8 aprilie: Deivydas Matulevičius, fotbalist lituanian (atacant)
- 10 aprilie: Linas Klimavičius, fotbalist lituanian
- 12 aprilie: Antonia (n. Antonia Clara Iacobescu), fotomodel și cântăreață română
- 12 aprilie: Sadat Bukari, fotbalist ghanez (atacant)
- 12 aprilie: Timo Gebhart, fotbalist german
- 12 aprilie: Antonia Clara Iacobescu, cântăreață și compozitoare din România
- 14 aprilie: Alexandru Iacob, fotbalist român
- 14 aprilie: Luis Hernández Rodríguez, fotbalist spaniol
- 15 aprilie: Jean-Marie Landry Asmin Amani, fotbalist francez
- 15 aprilie: Elizabeta Samara, jucătoare română de tenis de masă
- 16 aprilie: Daniel Parejo Muñoz, fotbalist spaniol
- 17 aprilie: Martina Batini, scrimeră italiană
- 17 aprilie: Wesley Koolhof, jucător de tenis olandez
- 19 aprilie: Marko Arnautović, fotbalist austriac (atacant)
- 19 aprilie: Florian Rus, cântăreț și compozitor român
- 21 aprilie: Sorin Constantin Ciobanu, fotbalist român
- 22 aprilie: Jasper Cillessen, fotbalist neerlandez (portar)
- 22 aprilie: Louis Antoine Smith, sportiv britanic (gimnastică artistică)
- 27 aprilie: Lars Bender, fotbalist german
- 27 aprilie: Sven Bender, fotbalist german
- 27 aprilie: Gu Bon-gil, scrimer sud-coreean
- 28 aprilie: Erik Dahlin, fotbalist suedez (portar)
- 29 aprilie: Domagoj Vida, fotbalist croat
- 29 aprilie: Sophie Charlotte, actriță braziliană
- 29 aprilie: Candace Owens, politiciană americană

### Mai
- 1 mai: May Sphiwe Mahlangu, fotbalist sud-african
- 1 mai: Mitch Nichols, fotbalist australian
- 2 mai: Allison Pineau, handbalistă franceză
- 3 mai: Katinka Hosszú, înotătoare maghiară
- 3 mai: Igor Jovanović, fotbalist german
- 5 mai: Chris Brown, cântăreț, dansator, compozitor și actor american
- 6 mai: Dominika Cibulková, jucătoare slovacă de tenis
- 7 mai: Petru-Alexandru Luncanu, jucător român de tenis
- 8 mai: Giorgio Avola, scrimer italian
- 8 mai: Benoît Paire, jucător francez de tenis
- 9 mai: Alexandru Țăruș, rugbist român
- 10 mai: Lindsey Shaw, actriță americană
- 11 mai: Giovani dos Santos Ramirez, fotbalist mexican
- 11 mai: Prince Royce, cântăreț american
- 12 mai: Eleftheria Eleftheriou, cântăreață cipriotă
- 12 mai: Sabrin Sburlea, fotbalist român (atacant)
- 14 mai: Diana Petrescu, karatistă israeliană
- 15 mai: Dragoș Petruț Firțulescu, fotbalist român
- 16 mai: Povilas Valinčius, fotbalist lituanian (portar)
- 16 mai: Q1839524, fotbalist brazilian
- 18 mai: Alexandru Mihăiță Chipciu, fotbalist român
- 20 mai: Ioan Filip, fotbalist român
- 21 mai: Ivan Santini, fotbalist croat (atacant)
- 23 mai: Alexandru Antoniuc, fotbalist din R. Moldova (atacant)
- 23 mai: Georgian Constantin Tobă, fotbalist român
- 24 mai: Cauê Cecilo da Silva, fotbalist brazilian
- 24 mai: G-Eazy (Gerald Earl Gillum), rapper american
- 25 mai: Aliona Moon, cântăreață din R. Moldova
- 25 mai: Janina Stopper, actriță germană
- 27 mai: Doru Bratu, fotbalist român
- 28 mai: Alexandru Pașcenco, fotbalist din R. Moldova
- 29 mai: Eyþór Ingi Gunnlaugsson, cântăreț islandez
- 29 mai: Brandon Mychal Smith, actor american
- 30 mai: Radu Catan, fotbalist din R. Moldova
- 30 mai: Alexandra Dulgheru, jucătoare română de tenis
- 30 mai: Lesia Țurenko, jucătoare ucraineană de tenis
- 30 mai: Silviu Mircescu, actor român
- 30 mai: Ailee, cântăreață sud-coreeană
- 31 mai: Marco Reus, fotbalist german

### Iunie

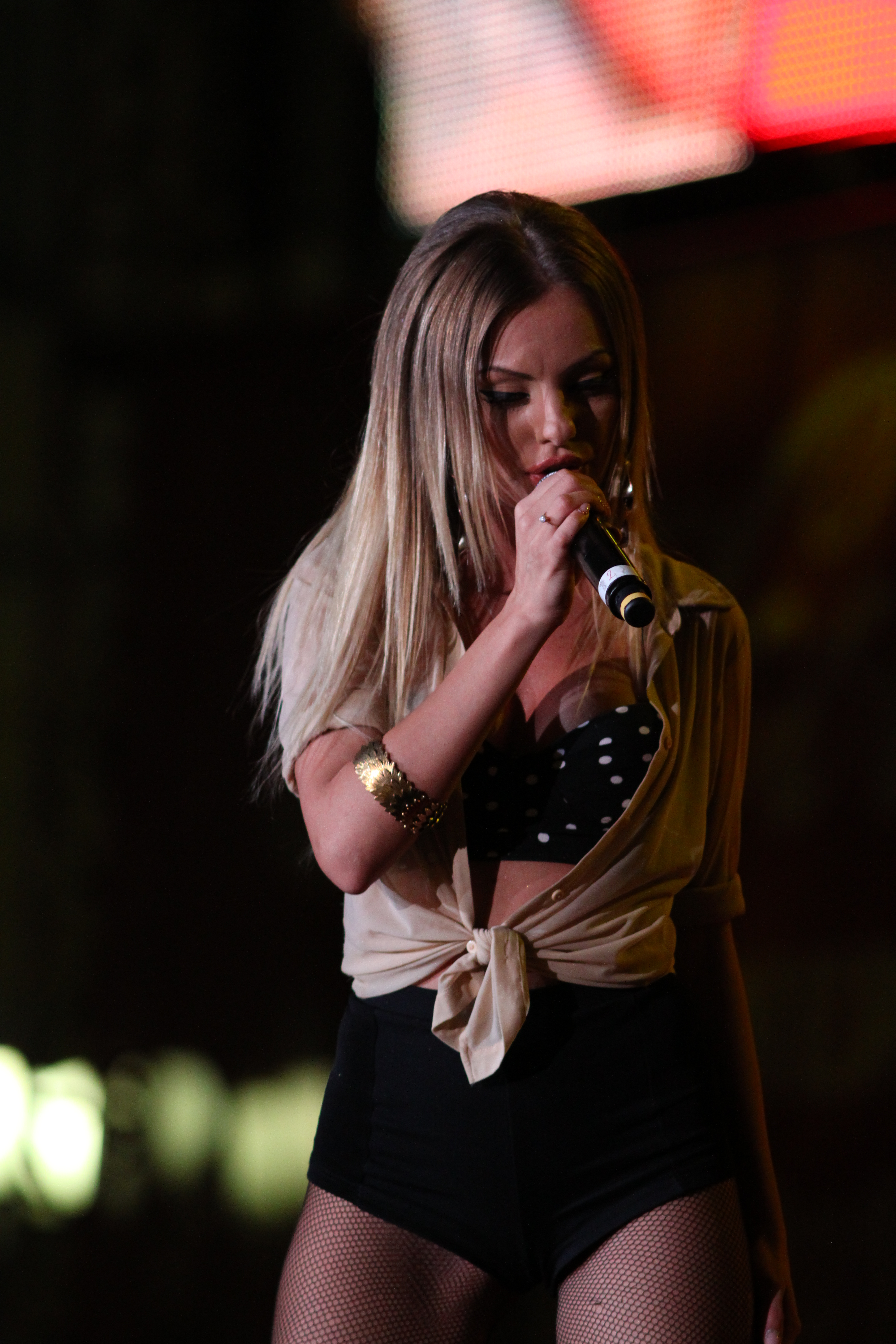
Alexandra Stan, cântăreață română
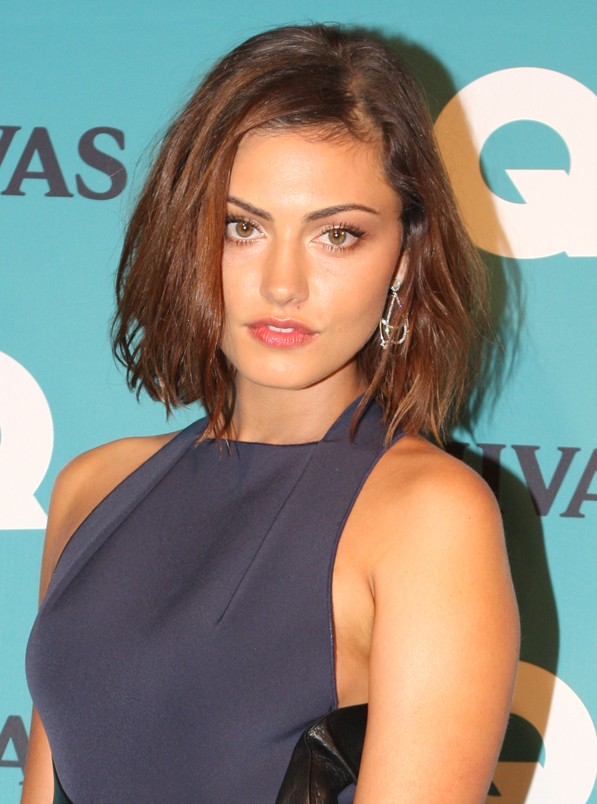
Phoebe Tonkin, model și actriță australiană
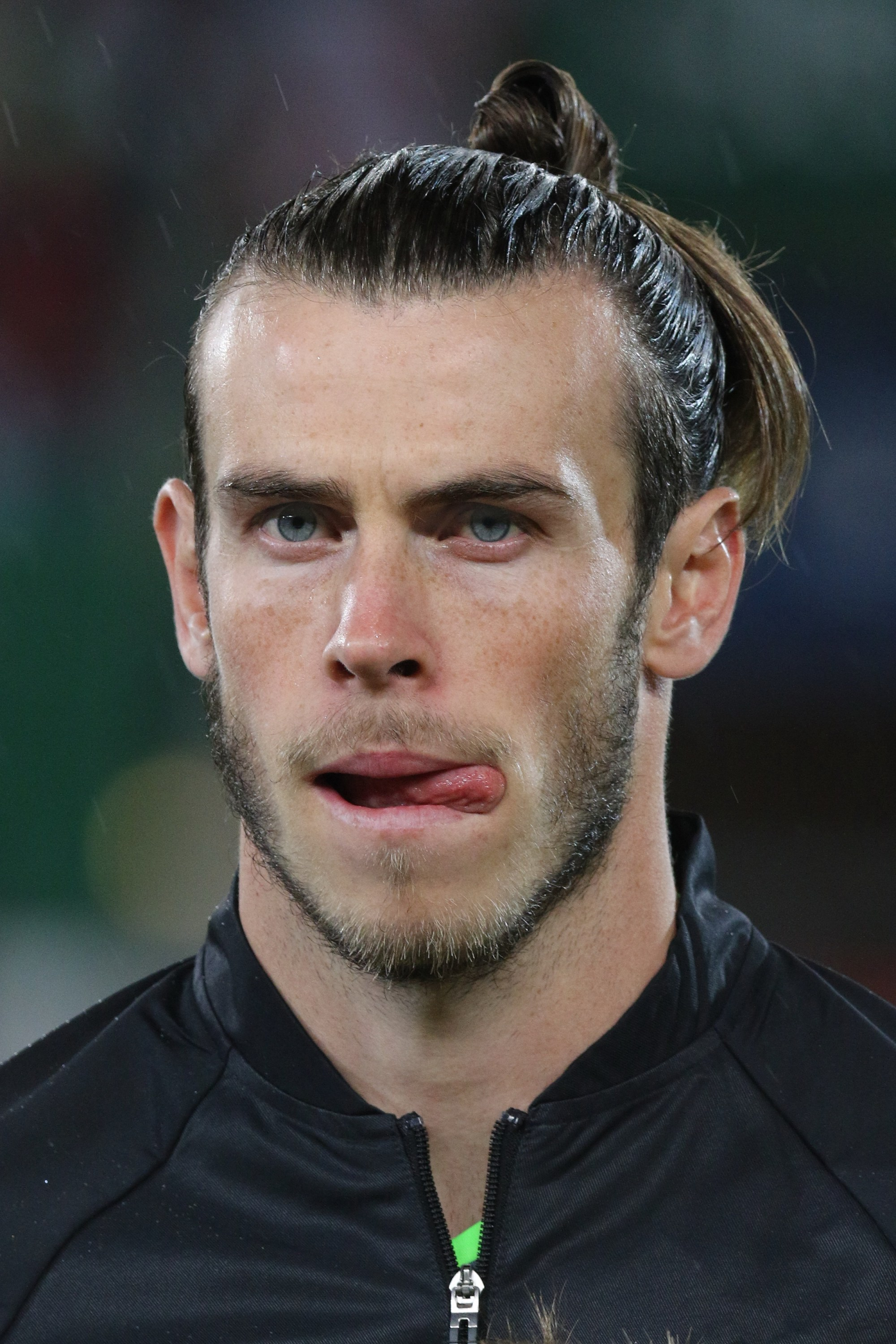
Gareth Bale, fotbalist galez
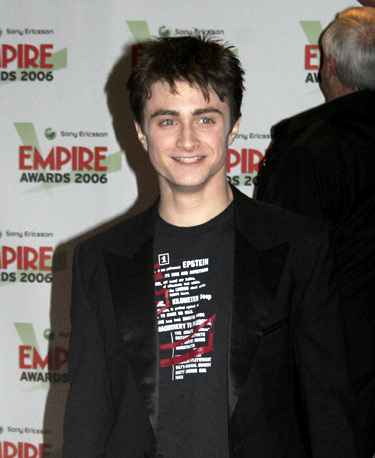
Daniel Radcliffe, actor britanic de film, teatru și televiziune

- 2 iunie: Liviu Antal (Liviu Ion Antal), fotbalist român
- 3 iunie: Katie Hoff, înotătoare americană
- 3 iunie: Artem Kraveț, fotbalist ucrainean (atacant)
- 4 iunie: Silviu Lung Jr., fotbalist român (portar)
- 5 iunie: Alexandra Theodora Apostu, arbitru român de fotbal
- 5 iunie: Roxana Cocoș, halterofilă română
- 5 iunie: Imogen Poots, actriță engleză
- 6 iunie: Ionuț Balaur, fotbalist român
- 6 iunie: Javi Hernández, fotbalist spaniol
- 6 iunie: Jonathan Reis (Jonathan De Lima Reis), fotbalist brazilian (atacant)
- 8 iunie: Timea Bacsinszky, jucătoare elvețiană de tenis
- 8 iunie: Olha Jovnir, scrimeră ucraineană
- 9 iunie: Cornel Dinu, fotbalist român
- 9 iunie: Dídac Vilà Roselló, fotbalist spaniol
- 9 iunie: Bryn McAuley, actriță canadiană
- 10 iunie: Alexandra Stan, cântăreață română
- 10 iunie: Irene Vecchi, scrimeră italiană
- 11 iunie: Lorenzo Ariaudo, fotbalist italian
- 11 iunie: Alexandru Rotaru, politician român
- 13 iunie: Maxim Potîrniche, fotbalist din R. Moldova
- 13 iunie: Nejc Skubic, fotbalist sloven
- 14 iunie: Daniela Crudu, asistentă română TV
- 15 iunie: Alexandru Benga, fotbalist român
- 16 iunie: Yuichi Maruyama, fotbalist japonez
- 18 iunie: Pierre-Emerick Aubameyang (Pierre-Emerick Emiliano François Aubameyang), fotbalist gabonez
- 18 iunie: Ionela-Viorela Dobrică, politiciană română
- 19 iunie: Taide Rodríguez, actriță mexicană
- 20 iunie: Anoh Attoukora (Anoh Apollinaire Attoukora Sfondo), fotbalist ivorian
- 20 iunie: Ana Filip, jucătoare de baschet franceză, de etnie română
- 20 iunie: Javier Matias Pastore, fotbalist argentinian
- 21 iunie: Enrico Garozzo, scrimer italian
- 22 iunie: Aneta Pîrvuț, handbalistă română
- 23 iunie: Narcisse Bambara, fotbalist burkinez
- 25 iunie: Xonia (n. Loredana Sachelaru), cântăreață și compozitoare australiană de etnie română
- 26 iunie: Jorge Casado Rodriguez, fotbalist spaniol
- 26 iunie: Ismail Isa Mustafa, fotbalist turc (atacant)
- 29 iunie: Isabelle Gulldén, handbalistă suedeză

### Iulie
- 1 iulie: Daniel Ricciardo, pilot australian de Formula 1
- 2 iulie: Dev (Devin Star Tailes), cântăreață americană
- 2 iulie: Alex Morgan (Alexandra Patricia Morgan Carrasco), fotbalistă americană (atacant)
- 2 iulie: Alex Morgan, jucătoare americană de fotbal
- 4 iulie: Raluca Sbîrcia, scrimeră română
- 5 iulie: Alexandru Grigoraș, fotbalist român (atacant)
- 5 iulie: Rostîslav Herțîk, scrimer ucrainean
- 5 iulie: Dejan Lovren, fotbalist croat
- 7 iulie: Kim Bum, actor sud-coreean
- 7 iulie: Ivan Pešić, fotbalist croat (atacant)
- 8 iulie: Sorin Bușu, fotbalist român
- 8 iulie: Samoel Cojoc, fotbalist român
- 10 iulie: Ahmad Massoud, liderul Frontului Național de Rezistență din Afganistan
- 10 iulie: Carlos Zambrano (Carlos Augusto Zambrano Ochandarte), fotbalist peruan
- 11 iulie: Sebastian Cojocnean (Cristian Sebastian Cojocnean), fotbalist român
- 11 iulie: David Henrie (David Clayton Henrie), actor, producător și regizor american
- 12 iulie: Dumitru Captari, halterofil român
- 12 iulie: Phoebe Tonkin, fotomodel și actriță australiană
- 13 iulie: Kristina Kristiansen, handbalistă daneză
- 13 iulie: Sayumi Michishige, cântăreață japoneză
- 13 iulie: Eugen Slivca, fotbalist din R. Moldova
- 16 iulie: Gareth Bale (Gareth Frank Bale), fotbalist galez (atacant)
- 16 iulie: Alexandru Ologu (Alexandru Marius Ologu), fotbalist român
- 19 iulie: Norberto Neto (Norberto Murara Neto), fotbalist brazilian (portar)
- 20 iulie: Juno Temple (Juno Violet Temple), actriță britanică
- 21 iulie: Ömer Toprak, fotbalist turc
- 22 iulie: Georgiana Birțoiu (Georgiana Alina Birțoiu), fotbalistă română (atacant)
- 22 iulie: Leandro Damião (Leandro Damião da Silva dos Santos), fotbalist brazilian (atacant)
- 22 iulie: Daryl Janmaat, fotbalist neerlandez
- 23 iulie: Daniel Radcliffe, actor britanic de film, teatru și televiziune
- 25 iulie: Bartosz Brenes, muzician costarican
- 25 iulie: Paulinho (José Paulo Bezerra Maciel Júnior), fotbalist brazilian
- 25 iulie: Natalia Vieru, baschetbalistă rusă
- 26 iulie: Suguru Awaji, scrimer japonez
- 26 iulie: Alexandru Dedov, fotbalist dim R. Moldova (atacant)
- 28 iulie: Albin Ekdal, fotbalist suedez
- 31 iulie: Victoria Azaranka, jucătoare belarusă de tenis
- 31 iulie: Zelda Williams, actriță americană, fiica lui Robin Williams

### August
- 1 august: Malcolm Armstead, baschetbalist american
- 3 august: Jules Bianchi (Jules Lucien André Bianchi), pilot francez de Formula 1 (d. 2015)
- 5 august: Alexandru Ioniță, fotbalist român (atacant)
- 5 august: Ermir Limon Lenjani, fotbalist albanez
- 5 august: Claudia Pop, baschetbalistă română
- 6 august: Anita Cifra, handbalistă maghiară
- 10 august: Ben Sahar, fotbalist israelian (atacant)
- 11 august: Úrsula Corberó, actriță spaniolă
- 12 august: Tom Cleverley (Thomas William Cleverley), fotbalist englez
- 13 august: Tomáš Necid, fotbalist ceh (atacant)
- 14 august: Ander Herrera (Ander Herrera Agüera), fotbalist spaniol
- 14 august: Luis Hernández Rodríguez, fotbalist spaniol
- 15 august: Joe Jonas, muzician, cântăreț și actor american (Jonas Brothers)
- 15 august: Mario Kirev, fotbalist bulgar (portar)
- 16 august: Katarzyna Pawłowska, ciclistă poloneză
- 16 august: Moussa Sissoko, fotbalist francez
- 18 august: Nneka Onyejekwe, voleibalistă română
- 18 august: Ana Dabović, baschetbalistă sârbă
- 21 august: Laura Chiper, handbalistă română
- 21 august: Valentin Lazăr (Valentin Marius Lazăr), fotbalist român
- 21 august: Hayden Panettiere (Hayden Lesley Panettiere), actriță și cântăreață americană
- 21 august: Aleix Vidal (Aleix Vidal Parreu), fotbalist spaniol
- 22 august: Giacomo Bonaventura, fotbalist italian
- 23 august: Victor Chironda, activist civic din Republica Moldova
- 25 august: Romario Kortzorg, fotbalist neerlandez (atacant)
- 26 august: James Harden (James Edward Harden Jr.), baschetbalist american
- 28 august: César Azpilicueta (César Azpilicueta Tanco), fotbalist spaniol
- 28 august: Valtteri Bottas, pilot finlandez de Formula 1
- 29 august: Radu Barbu (Radu Marius Barbu), fotbalist român
- 30 august: Bebe Rexha (Bleta Rexha), cântăreață, producătoare și compozitoare americană de etnie albaneză
- 30 august: Billy Joe Saunders, boxer britanic

### Septembrie

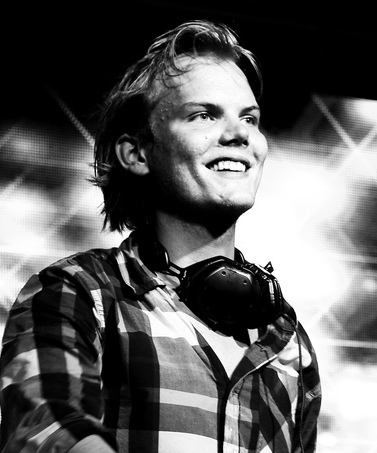
Avicii, DJ, remixer și producător muzical suedez
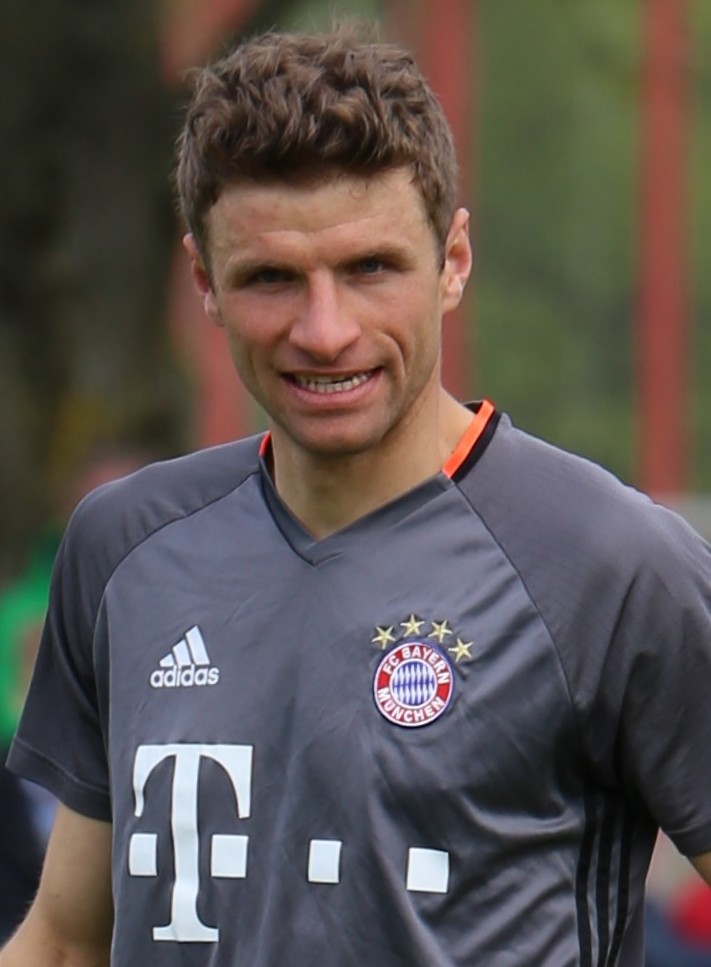
Thomas Müller, fotbalist german
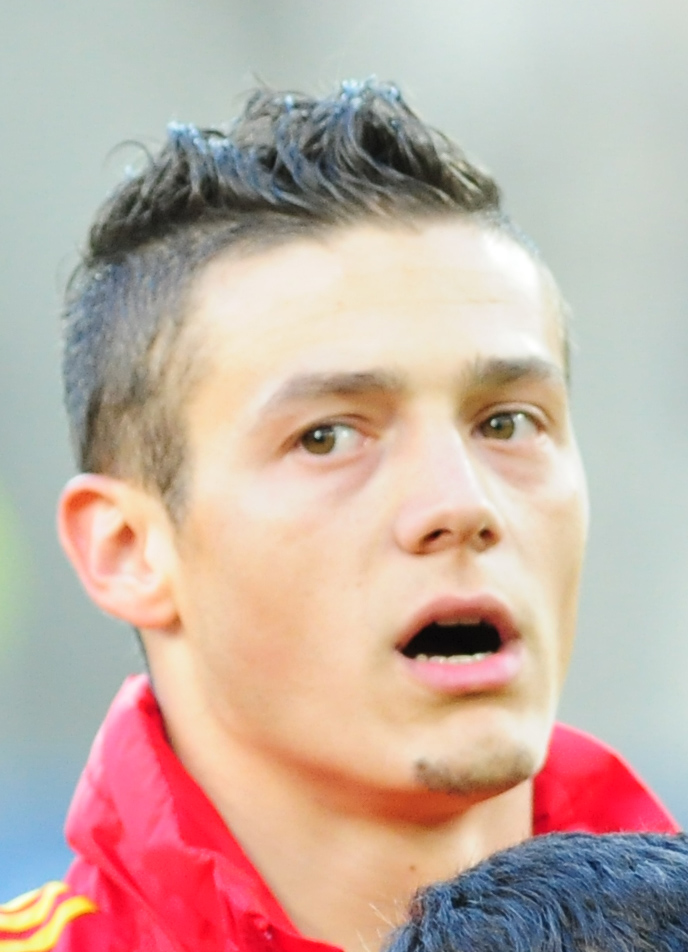
Gabriel Torje, fotbalist român
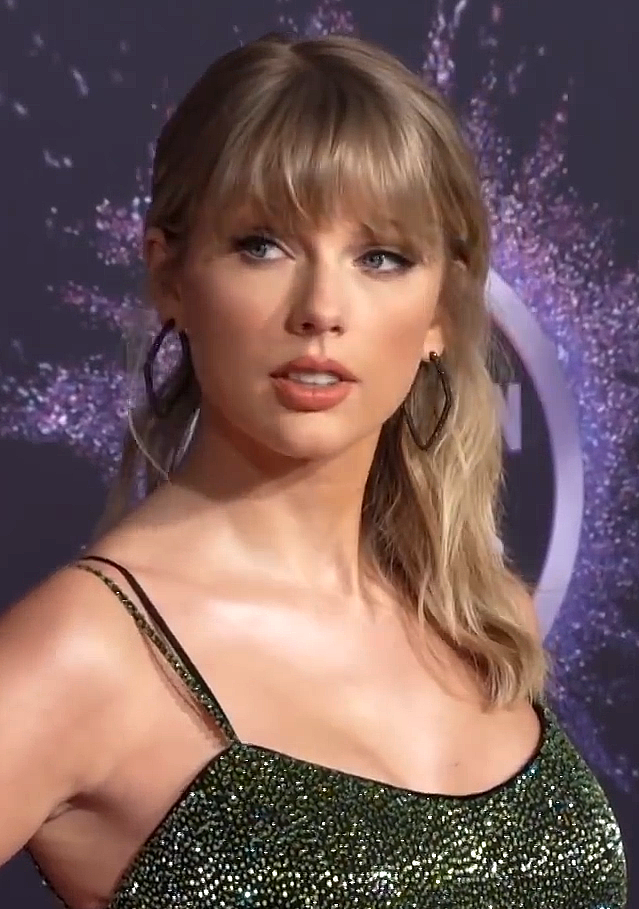
Taylor Swift, cantautoare americană de muzică pop și country

- 1 septembrie: Bill Kaulitz, cântăreț german
- 1 septembrie: Daniel Sturridge (Daniel Andre Sturridge), fotbalist englez (atacant)
- 2 septembrie: Gabriel Teixeira Machado, fotbalist brazilian (atacant)
- 2 septembrie: Alexandre Pato (Alexandre Rodrigues da Silva), fotbalist brazilian (atacant)
- 2 septembrie: Zedd (n. Anton Zaslavski), producător de muzică electronică și DJ ruso-german
- 4 septembrie: Constantin Gângioveanu (Constantin Mihai Gângioveanu), fotbalist român
- 4 septembrie: Ricardinho (Ricardo Cavalcante Mendes), fotbalist brazilian
- 5 septembrie: Grzegorz Sandomierski, fotbalist polonez (portar)
- 8 septembrie: Avicii (Tim Bergling), DJ, remixer și producător muzical suedez (d. 2018)
- 8 septembrie: Gylfi Sigurðsson, fotbalist islandez
- 8 septembrie: Alexandru Floroiu, actor român, impresar artistic și antreprenor cultural
- 9 septembrie: Valentin Crețu, sportiv român
- 12 septembrie: Rafał Majka, ciclist polonez
- 13 septembrie: Thomas Müller, fotbalist german (atacant)
- 14 septembrie: Oier Olazábal (Oier Olazábal Paredes), fotbalist spaniol (portar)
- 14 septembrie: Oana Opincariu, patinatoare de viteză română
- 15 septembrie: Steliana Nistor, sportivă română (gimnastică artistică)
- 15 septembrie: Ilnur Zakarin, ciclist rus
- 16 septembrie: José Salomón Rondón Giménez, fotbalist venezuelean (atacant)
- 16 septembrie: Vlad Popescu, politician român
- 21 septembrie: Jason Derulo (Jason Joel Desrouleaux), cântăreț, compozitor și dansator american
- 21 septembrie: Emma Watkins, cântăreață și actriță australiană (The Wiggles)
- 22 septembrie: Sabine Lisicki, jucătoare germană de tenis
- 22 septembrie: Marius Tigoianu, fotbalist român
- 24 septembrie: Alberto Noguera Ripoll, fotbalist spaniol
- 25 septembrie: Constantin Mișelăricu, fotbalist român
- 25 septembrie: Fernanda da Silva, handbalistă braziliană
- 26 septembrie: Kieran Gibbs (Kieran James Ricardo Gibbs), fotbalist englez
- 27 septembrie: Măriuca Verdeș, interpretă română de muzică populară
- 28 septembrie: AMI (n. Andreea Ioana Moldovan), cântăreață română
- 28 septembrie: AMI, cântăreață și compozitoare română
- 28 septembrie: AMI, cântăreață și compozitoare română
- 29 septembrie: Ievhen Konopleanka (Ievhen Olehovîci Konopleanka), fotbalist ucrainean
- 29 septembrie: Maciej Makuszewski, fotbalist polonez
- 29 septembrie: Cristina Zamfir, handbalistă română

### Octombrie
- 1 octombrie: Brie Larson, actriță și cântăreață americană
- 2 octombrie: Aymen Tahar, fotbalist algerian
- 2 octombrie: Sho Sasaki, fotbalist japonez
- 4 octombrie: Dakota Johnson (Dakota Mayi Johnson), fotomodel și actriță americană
- 6 octombrie: Lys Gomis, fotbalist senegalez (portar)
- 8 octombrie: Max Hartung, scrimer german
- 8 octombrie: Stijn Wuytens, fotbalist belgian
- 9 octombrie: Cătălin Straton (Cătălin George Straton), fotbalist român (portar)
- 11 octombrie: Zoran Nižić, fotbalist croat
- 12 octombrie: George Piștereanu, actor român
- 13 octombrie: Breno Borges (Breno Vinicius Rodrigues Borges), fotbalist brazilian
- 13 octombrie: Slimane, cântăreț francez
- 14 octombrie: Kengo Kawamata, fotbalist japonez (atacant)
- 15 octombrie: Anthony Joshua (Anthony Oluwafemi Olaseni Joshua), pugilist profesionist britanic
- 15 octombrie: Alina Vătu, handbalistă română
- 16 octombrie: Dorian Andronic, fotbalist român
- 17 octombrie: Horațiu Feșnic (Horațiu Mircea Feșnic), fotbalist și arbitru român
- 17 octombrie: Alexandru Mățel, fotbalist român
- 19 octombrie: Norbert Apjok, politician român
- 19 octombrie: Miroslav Stoch, fotbalist slovac
- 20 octombrie: Yanina Wickmayer, jucătoare belgiană de tenis
- 21 octombrie: May'n (Mei Nakabayashi), cântăreață japoneză
- 22 octombrie: Alexandra Bocancea, fotbalistă din R. Moldova (atacant)
- 23 octombrie: Andri Iarmolenko, fotbalist ucrainean (atacant)
- 24 octombrie: PewDiePie (n. Felix Arvid Ulf Kjellberg), Youtuber suedez
- 24 octombrie: Valentin Munteanu, fotbalist român
- 25 octombrie: Mia Wasikowska, actriță australiană
- 26 octombrie: Ionuț Neagu, fotbalist român
- 31 octombrie: Mirko Ivanovski, fotbalist macedonean
- 31 octombrie: Naiara Azevedo, cântăreață braziliană

### Noiembrie
- 2 noiembrie: Stevan Jovetić, fotbalist muntenegrean (atacant)
- 2 noiembrie: Víctor Machín Pérez, fotbalist spaniol
- 3 noiembrie: Joyce Jonathan, cântăreață franceză
- 3 noiembrie: Sore (Sorina Cătălina Mihalache), cântăreață română
- 4 noiembrie: Enner Remberto Valencia Lastra, fotbalist ecuadorian (atacant)
- 6 noiembrie: Jozy Volmy Altidore, fotbalist american (atacant)
- 7 noiembrie: Jimmy Dub (n. Octavian Năstase), muzician român
- 8 noiembrie: Morgan Schneiderlin, fotbalist francez
- 9 noiembrie: Gianluca Bezzina, cântăreț maltez
- 10 noiembrie: Gilvan Souza Correa, fotbalist brazilian
- 11 noiembrie: Radu Albot, jucător de tenis din R. Moldova
- 11 noiembrie: Dragoș Balauru, fotbalist român (portar)
- 11 noiembrie: Paul Papp, fotbalist român
- 12 noiembrie: Hiroshi Kiyotake, fotbalist japonez
- 14 noiembrie: Vlad Iulian Chiricheș, fotbalist român
- 14 noiembrie: Andreu Fontàs Prat, fotbalist spaniol
- 14 noiembrie: Raluka (Alexandra Raluca Nistor), cântăreață română
- 20 noiembrie: Cody Martin Linley, actor și cântăreț american
- 20 noiembrie: Eduardo Jesus Vargas Rojas, fotbalist chilian (atacant)
- 22 noiembrie: Christopher Lloyd Smalling, fotbalist englez
- 22 noiembrie: Gabriel Andrei Torje, fotbalist român
- 25 noiembrie: Nicolas Martin Gorobsov, fotbalist argentinian
- 27 noiembrie: Ciprian Gălățanu, scrimer român
- 29 noiembrie: Dominic Adiyiah, fotbalist ghanez (atacant)
- 30 noiembrie: Victor Râmniceanu, fotbalist român (portar)

### Decembrie
- 1 decembrie: Barry Bannan, fotbalist scoțian
- 1 decembrie: Neal Skupski, jucător de tenis britanic
- 2 decembrie: Matteo Darmian, fotbalist italian
- 2 decembrie: Kazuya Yamamura, fotbalist japonez
- 3 decembrie: Miles Chamley-Watson, scrimer american
- 6 decembrie: Doinița Gherman, cântăreață din R. Moldova
- 6 decembrie: Alexandru Nicolae Vlad, fotbalist român
- 7 decembrie: Nicholas Hoult, actor englez
- 8 decembrie: Jen Ledger, muziciană britanică
- 9 decembrie: Anca Dinicu, actriță română
- 9 decembrie: Hasan Ali Kaldırım, fotbalist turc
- 10 decembrie: Marion Maréchal, politiciană franceză
- 10 decembrie: Alexandru Mateiu, fotbalist român
- 12 decembrie: Burcu Özberk, actriță turcă
- 13 decembrie: Cécilia Berder, scrimeră franceză
- 13 decembrie: Denisa Emilia Raducu, cântăreață româna (d. 2017)
- 13 decembrie: Nerea Pena, handbalistă spaniolă
- 13 decembrie: Taylor Swift, cântăreață și cantautoare americană de muzică pop și country
- 17 decembrie: André Morgam Rami Ayew, fotbalist francez (atacant)
- 22 decembrie: Jordin Sparks, cântăreață americană
- 25 decembrie: Lucian Cristian Cazan, fotbalist român
- 26 decembrie: Sofiane Feghouli, fotbalist algerian
- 28 decembrie: Harry Nicholas Arter, fotbalist irlandez
- 28 decembrie: Salvador Sobral, cântăreț portughez
- 28 decembrie: Mackenzie Rosman, actriță americană
- 29 decembrie: Kei Nishikori, jucător japonez de tenis
- 31 decembrie: Line Jørgensen, handbalistă daneză
- 31 decembrie: Mamadou Bagayoko, fotbalist ivorian

## Decese
- 3 ianuarie: Serghei Sobolev, matematician rus (n. 1908)
- 5 ianuarie: Philip Herschkowitz, compozitor rus (n. 1906)

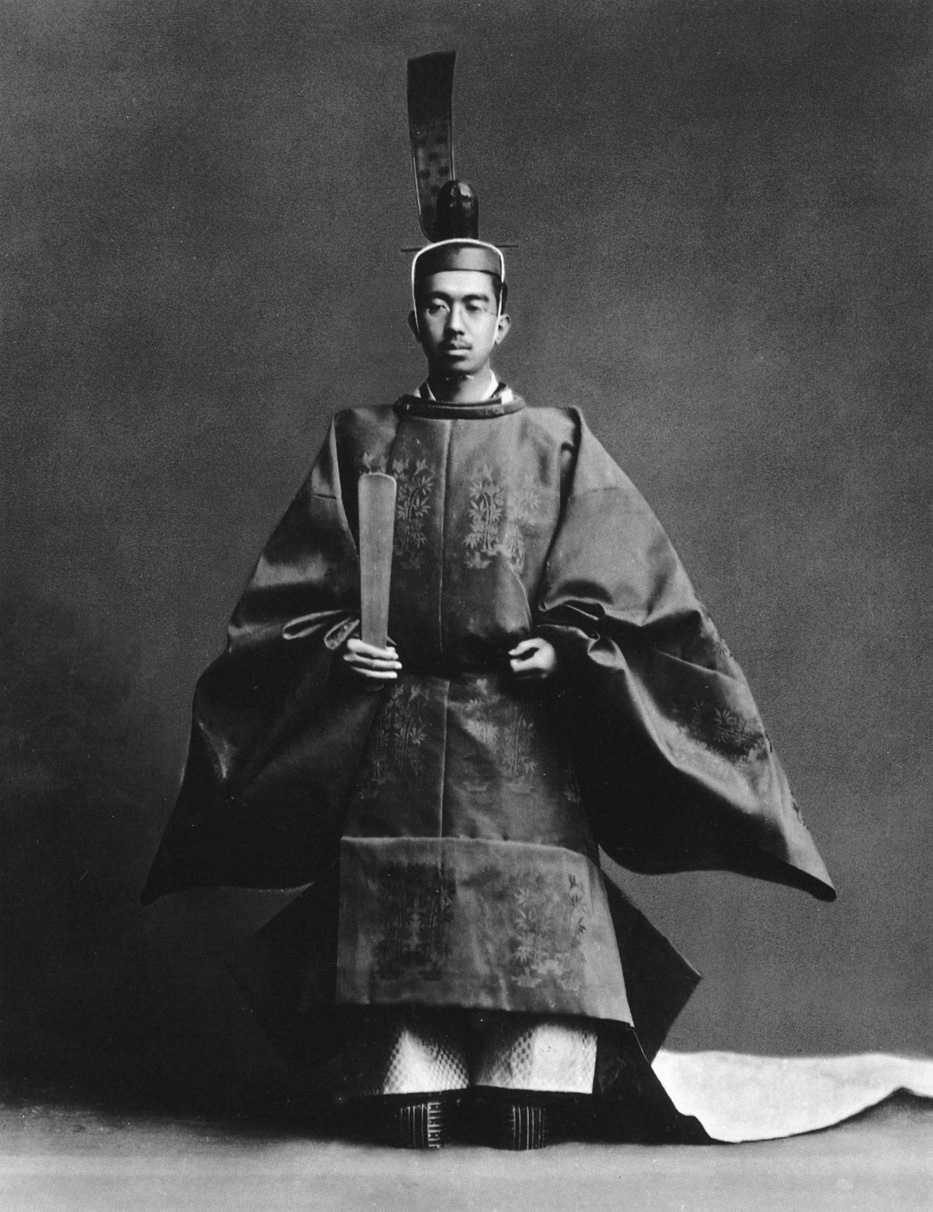
Hirohito (Împăratul Shōwa), al 124-lea împărat al Japoniei
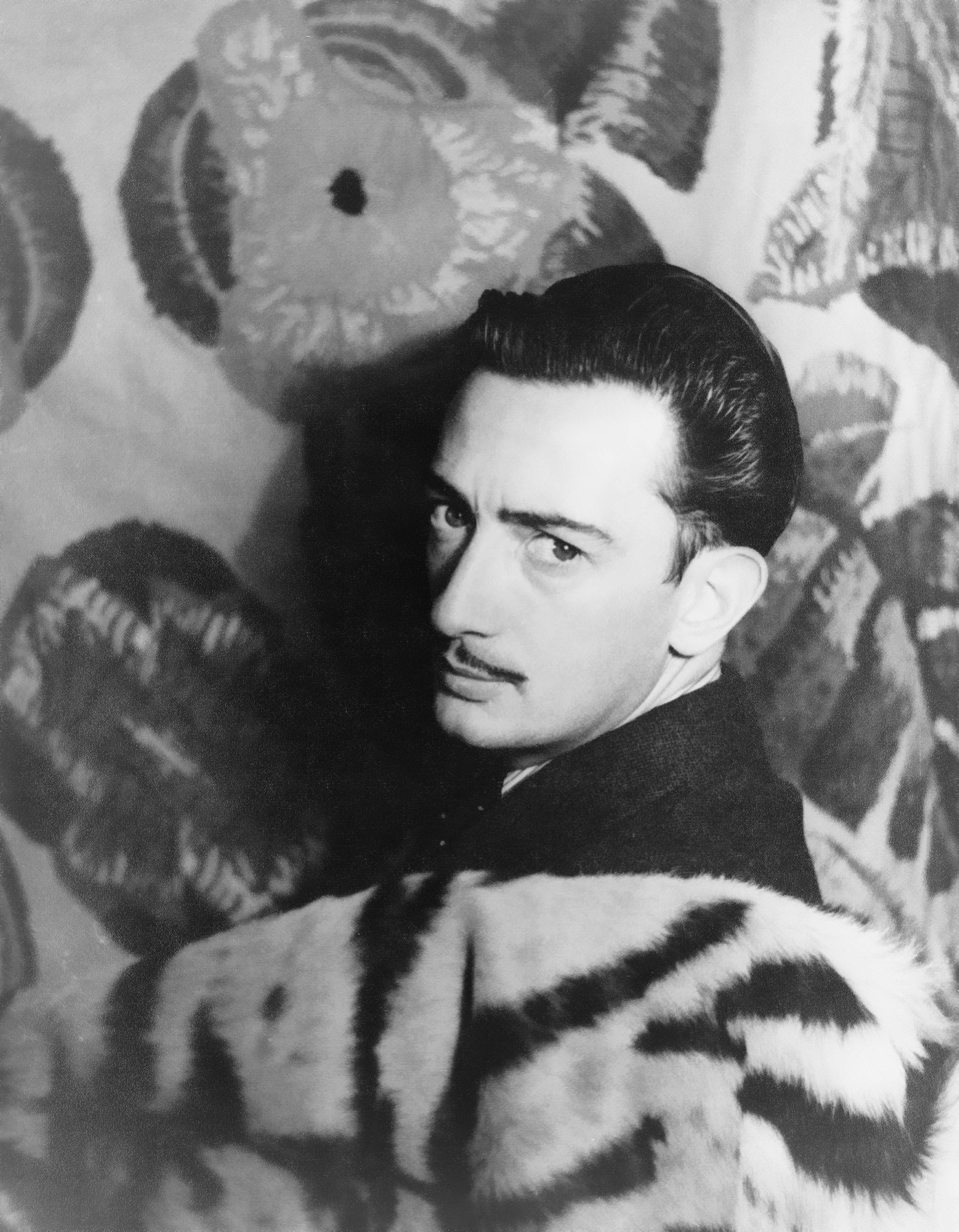
Salvador Dalí, pictor, sculptor, designer și gravor spaniol
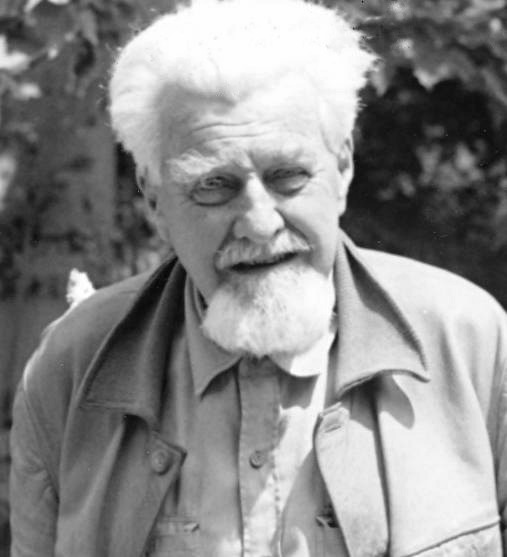
Konrad Lorenz, zoolog, etolog și ornitolog austriac, laureat al Premiului Nobel
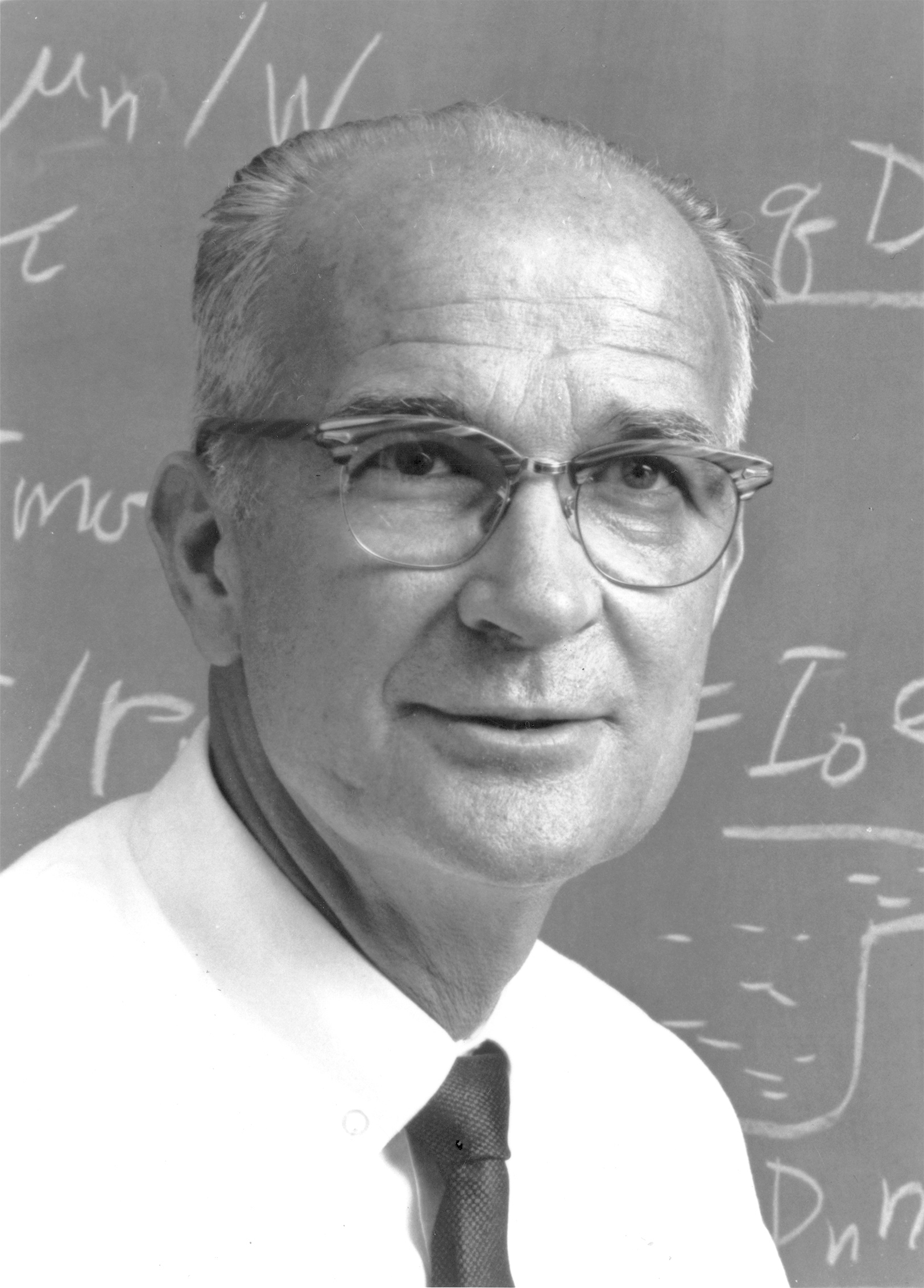
William Bradford Shockley, fizician și inventator american de origine britanică, laureat al Premiului Nobel

- 7 ianuarie: Hirohito (Împăratul Shōwa), 87 ani, al 124-lea împărat al Japoniei (1926-1989), (n. 1901)
- 6 ianuarie: Marcel Budală, 62 ani, acordeonist român (n. 1926)
- 7 ianuarie: Hirohito (Împăratul Shōwa), 87 ani, al 124-lea împărat al Japoniei (1926-1989), (n. 1901)
- 10 ianuarie: Cristea Avram, 57 ani, actor român (n. 1931)
- 15 ianuarie: Surian Borali, 28 ani, fotbalist român de etnie tătară (n. 1960)
- 17 ianuarie: Alfredo Zitarrosa, 53 ani, muzician uruguayan (n. 1936)
- 20 ianuarie: Józef Cyrankiewicz (Józef Adam Zygmunt Cyrankiewicz), 77 ani, politician polonez (n. 1911)
- 22 ianuarie: Sándor Weöres, 75 ani, scriitor maghiar (n. 1913)
- 23 ianuarie: Salvador Dalí (n. Salvador Domingo Felipe Jacinto Dalí i Domènech), 84 ani, pictor, sculptor, designer și gravor spaniol (n. 1904)
- 24 ianuarie: Ted Bundy (Theodore Robert Cowell), 42 ani, criminal american (n. 1946)
- 3 februarie: John Nicholas Cassavetes, 59 ani, actor american (n. 1929)
- 9 februarie: Osamu Tezuka, caricaturist și animator japonez (n. 1928)
- 12 februarie: Nicolaas Thomas Bernhard, 58 ani, scriitor austriac (n. 1931)
- 19 februarie: György Kálmán, 63 ani, actor maghiar (n. 1925)
- 20 februarie: Manuel Rosas Sánchez, fotbalist mexican (n. 1912)
- 21 februarie: Sándor Márai, 88 ani, scriitor maghiar (n. 1900)
- 27 februarie: Konrad Lorenz (n. Konrad Zacharias Lorenz), 85 ani, zoolog, etolog și ornitolog austriac, laureat al Premiului Nobel (1973), (n. 1903)
- 2 martie: Liviu Corneliu Babeș, 46 ani, artist român (n. 1942)
- 6 martie: Vasile Netea (aka Victor Lucrețiu), 77 ani, istoric român (n. 1912)
- 12 martie: Maurice Herbert Evans, 87 ani, actor britanic (n. 1901)
- 14 martie: Zita de Bourbon-Parma (n. Zita Maria delle Grazie Adelgonda Micaela Raffaela Gabriella Giuseppina Antonia Luisa Agnese), 96 ani, soția împăratului Carol I al Austriei (n. 1892)
- 18 martie: Ryūzō Kikushima, 75 ani, scenarist japonez (n. 1914)
- 20 martie: Dina Sfat (n. Dina Kutner de Sousa), 50 ani, actriță braziliană (n. 1938)
- 24 martie: Nina Masalskaia, 88 ani, actriță sovietică (n. 1901)
- 25 martie: Nina Behar, 58 ani, regizoare de film, română (n. 1930)
- 30 martie: Nicolae Steinhardt (n. Nicu-Aurelian Steinhardt), 77 ani, scriitor, publicist și teolog român de origine evreiască (n. 1912)
- 1 aprilie: Nikolaus Berwanger, 53 ani, scriitor român de limbă germană (n. 1935)
- 2 aprilie: Tudor Vornicu, jurnalist TV, realizator și director de emisiuni TV român (n. 1926)
- 5 aprilie: Karel Zeman, 78 ani, regizor, desenator și realizator ceh, filme de animație (n. 1910)
- 6 aprilie: Tufton Beamish, 72 ani, politician britanic (n. 1917)
- 12 aprilie: Sugar Ray Robinson (n. Walker Smith Jr.), 67 ani, boxer american (n. 1921)
- 16 aprilie: Katia Granoff, 92 ani, poetă franceză (n. 1896)
- 19 aprilie: Daphne du Maurier, 81 ani, scriitoare britanică (n. 1907)
- 19 aprilie: Matei Balș, medic român (n. 1905)
- 20 aprilie: Uichiro Hatta, 85 ani, fotbalist japonez (n. 1903)
- 20 aprilie: Doru Davidovici, 43 ani, aviator și scriitor român (n. 1945)
- 22 aprilie: György Kulin, 84 ani, astronom maghiar (n. 1905)
- 26 aprilie: Lucille Ball, actriță americană (n. 1911)
- 27 aprilie: Konosuke Matsushita, fondator al Panasonic (n. 1894)
- 30 aprilie: Sergio Leone, 60 ani, regizor de film, scenarist și producător italian (n. 1929)
- 1 mai: Edward Ochab, 82 ani, politician polonez (n. 1906)
- 7 mai: Frank Cluskey, 59 ani, politician irlandez (n. 1930)
- 20 mai: John Richard Hicks, 85 ani, economist britanic, laureat al Premiului Nobel (1972), (n. 1904)
- 20 mai: Erzsébet Galgóczi, scriitoare maghiară (n. 1930)
- 25 mai: John Beverley Brewis, 69 ani, politician britanic (n. 1920)
- 2 iunie: Grigore Kiazim, muzician român (n. 1913)
- 3 iunie: Ruhollah Khomeini, lider politic iranian (n. 1902)
- 19 iunie: Chế Lan Viên, 69 ani, scriitor vietnamez (n. 1920)
- 27 iunie: Michele Lupo, 56 ani, regizor italian de film (n. 1932)
- 30 iunie: Petre Lupu, 68 ani, politician român (n. 1920)
- 30 iunie: Petre Lupu, politician român (n. 1920)
- 2 iulie: Franklin James Schaffner, 69 ani, regizor american de film (n. 1920)
- 4 iulie: Leyla Mammadbeyova, aviator sovietic (n. 1909)
- 6 iulie: Reuven Sheri, 86 ani, politician israelian (n. 1903)
- 6 iulie: János Kádár (n. Czermanik János József), 77 ani, politician maghiar, conducător (1956-1988), (n. 1912)
- 6 iulie: Alexandru Pașcanu, 69 ani, compozitor român (n. 1920)
- 7 iulie: Horia Stamatu, 76 ani, jurnalist român (n. 1912)
- 9 iulie: Călin Gruia, scriitor român (n. 1915)
- 11 iulie: Laurence Kerr Olivier, 82 ani, actor și regizor britanic (n. 1907)
- 15 iulie: Maria Kuncewiczowa, 93 ani, scriitoare poloneză (n. 1895)
- 17 iulie: Paul Lemerle, 86 ani, istoric francez (n. 1903)
- 25 iulie: Emil Gavriș, 74 ani, interpret român de muzică populară (n. 1915)
- 8 august: Brian Naylor, 66 ani, pilot britanic de Formula 1 (n. 1923)
- 12 august: William Bradford Shockley, 79 ani, fizician și inventator american de origine britanică, laureat al Premiului Nobel (1956), (n. 1910)
- 22 august: Aleksandr Sergheevici Iakovlev, 83 ani, constructor sovietic de avioane (n. 1906)
- 26 august: Irving Stone (n. Irving Tennenbaum), 86 ani, scriitor american (n. 1903)
- 31 august: Michele Cascella, 96 ani, pictor italian (n. 1892)
- 1 septembrie: Kazimierz Deyna, 41 ani, fotbalist polonez (n. 1947)
- 4 septembrie: Georges Simenon (Georges Joseph Christian Simenon), 86 ani, scriitor belgian (n. 1903)
- 14 septembrie: Valentina, creatoare de modă americană (n. 1899)
- 17 septembrie: Ion Desideriu Sârbu, 70 ani, romancier și eseist român (n. 1919)
- 18 septembrie: Alex Fletcher (Alexander MacPherson Fletcher), 60 ani, politician britanic (n. 1929)
- 22 septembrie: Irving Berlin (n. Israel Isidore Beilin), 101 ani, compozitor american (n. 1888)
- 28 septembrie: Ferdinand Marcos, politician filipinez (n. 1917)
- 6 octombrie: Bette Davis (n. Ruth Elizabeth Davis), 81 ani, actriță americană (n. 1908)
- 15 octombrie: Paul Georgescu, 65 ani, critic literar, eseist, jurnalist, romancier și scriitor român (n. 1923)
- 15 octombrie: Michał Rola-Żymierski, 99 ani, ofițer polonez (n. 1890)
- 25 octombrie: Gerard Walschap (Jacob Lodewijk Gerard), 91 ani, scriitor belgian (n. 1898)
- 26 octombrie: Charles John Pedersen, 85 ani, chimist american (n. 1904)
- 26 octombrie: Kumeko Urabe, actriță japoneză (n. 1902)
- 28 octombrie: Kateb Yacine, 60 ani, scriitor algerian (n. 1929)
- 29 octombrie: Iulia Solnțeva, actriță și regizoare de film rusă (n. 1901)
- 1 noiembrie: Mihaela Runceanu, cântăreață de muzică ușoară română (n. 1955)
- 5 noiembrie: Vladimir Horowitz, pianist și compozitor american și ucrainean (n. 1903)

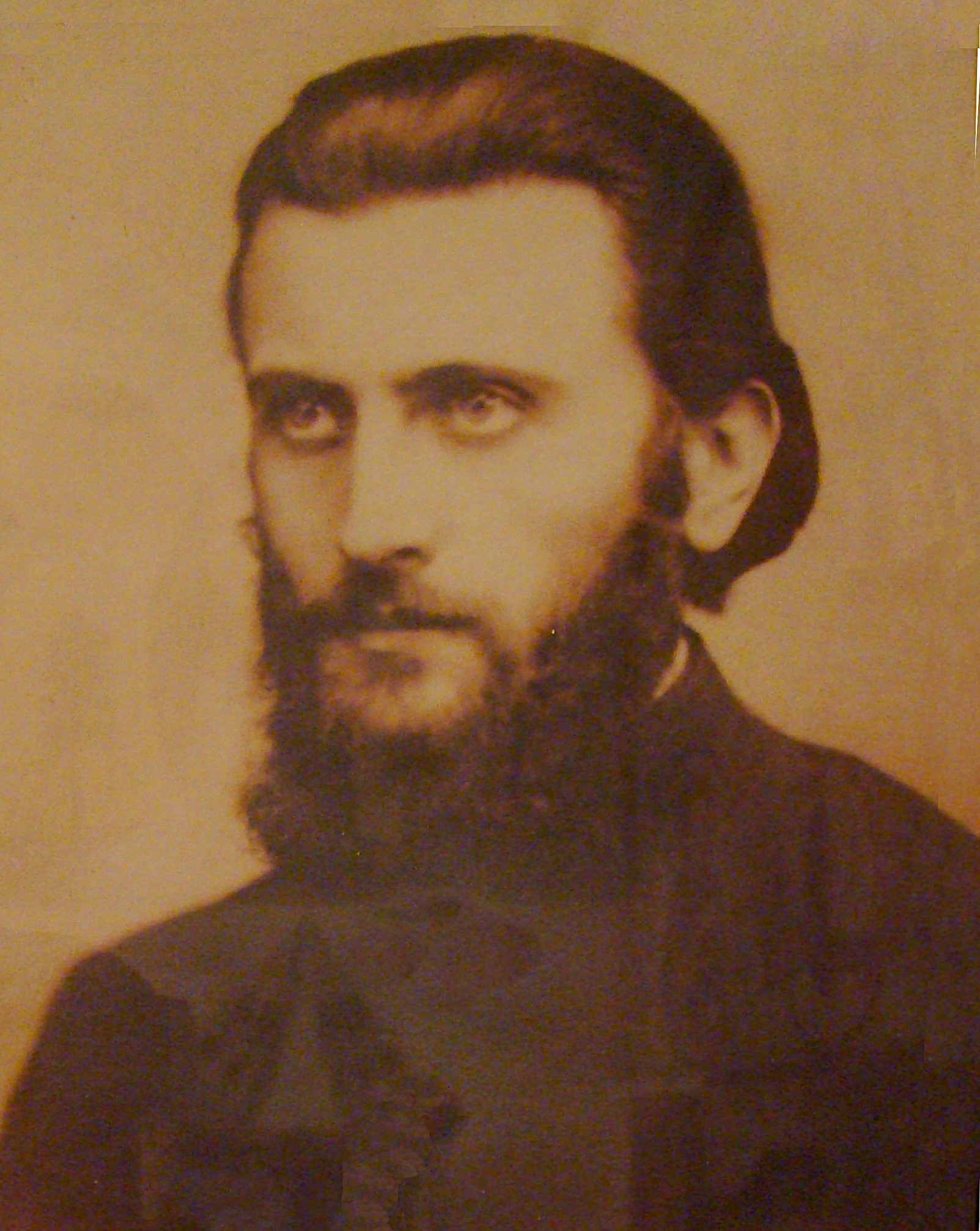
Arsenie Boca, ieromonah, teolog și artist român
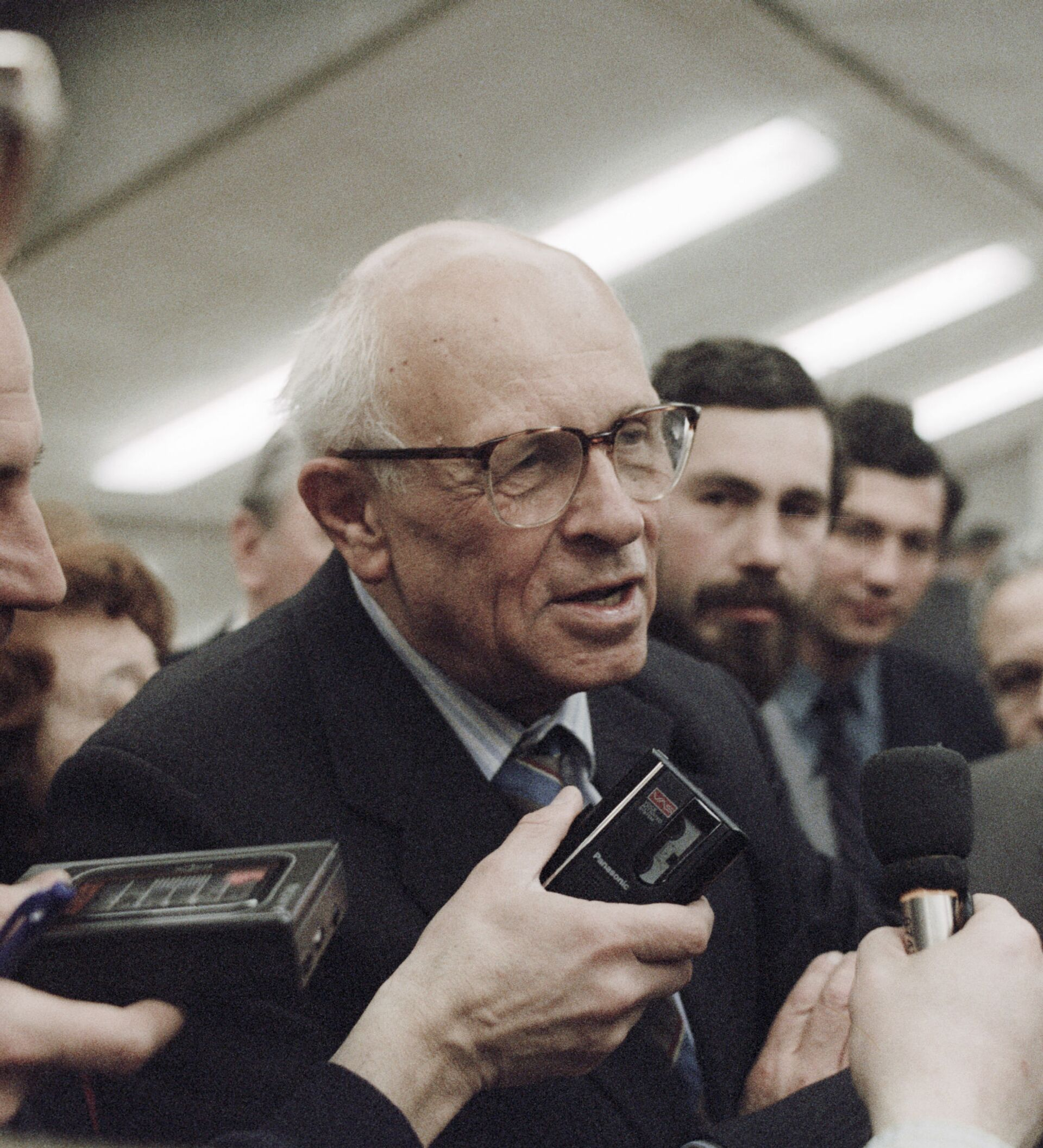
Andrei Saharov, fizician rus, laureat al Premiului Nobel
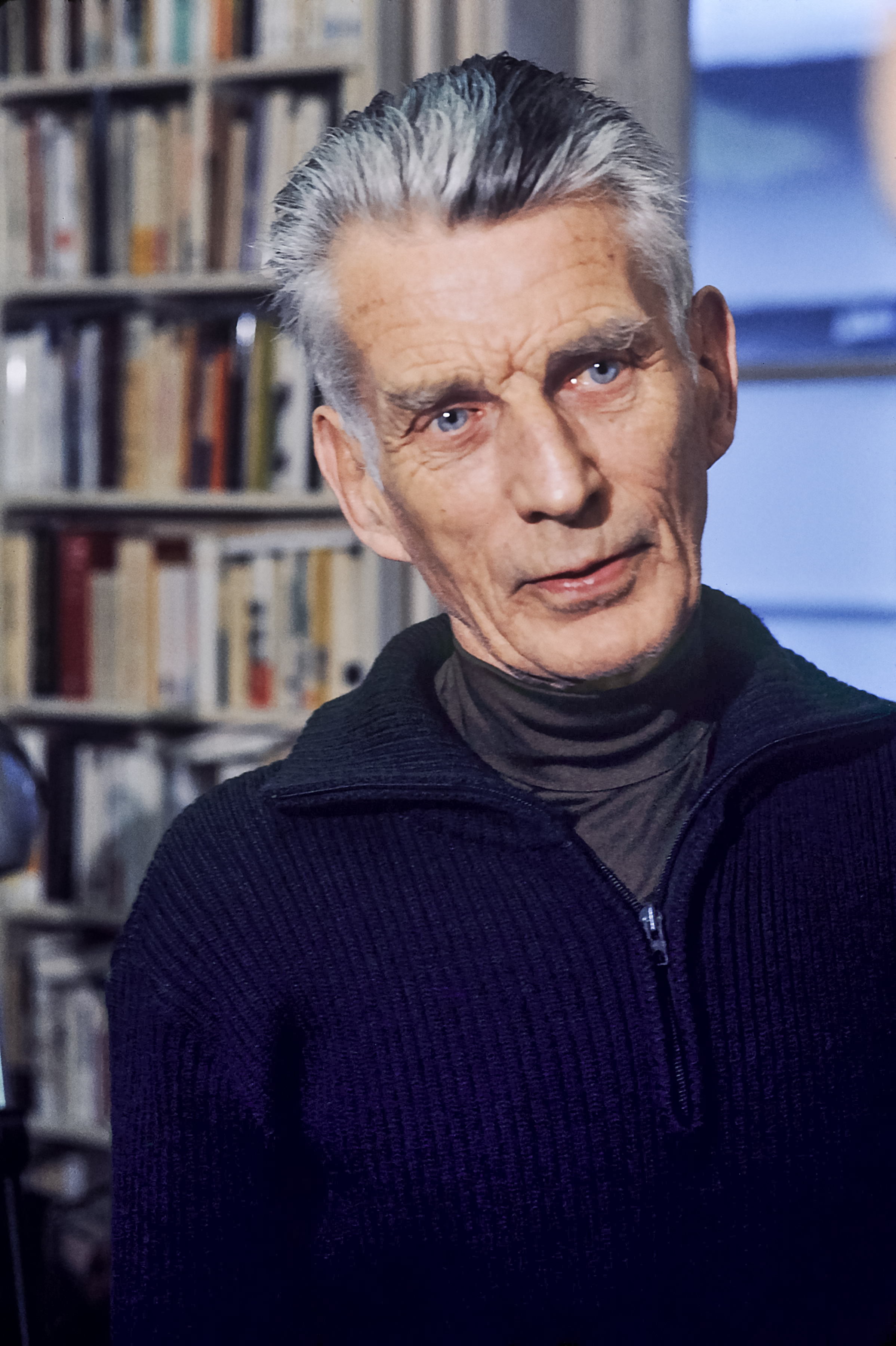
Samuel Beckett, dramaturg, nuvelist și poet irlandez, laureat al Premiului Nobel
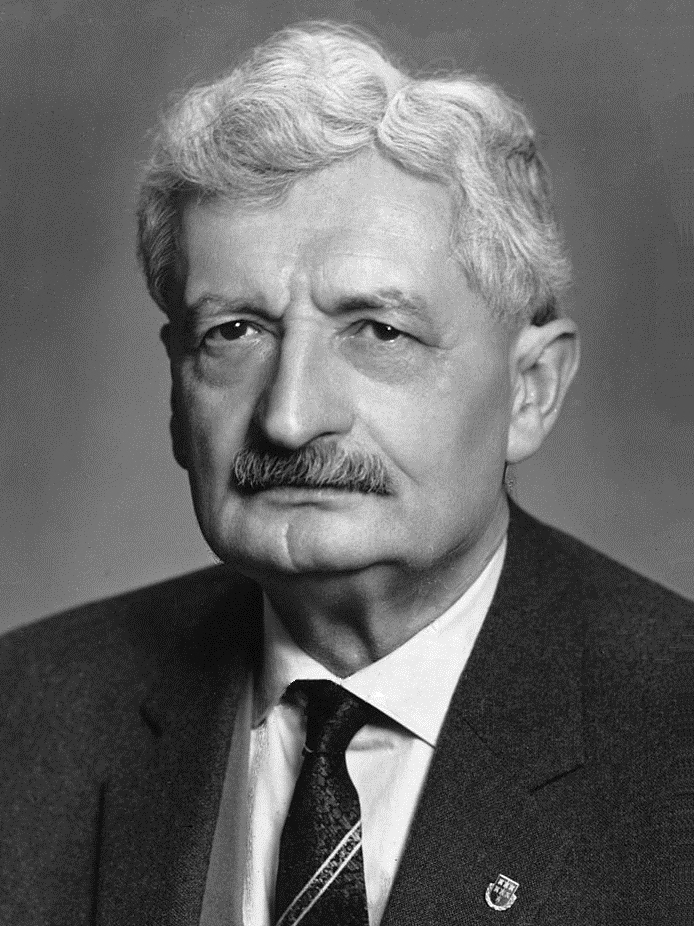
Hermann Oberth, fizician și inventator român de etnie germană

- 14 noiembrie: Jimmy Murphy (n. James Patrick Murphy), 79 ani, fotbalist britanic (n. 1910)
- 6 noiembrie: Margit Makay (Makay Margit Izidóra Kornélia Jozefa), 98 ani, actriță maghiară (n. 1891)
- 14 noiembrie: Jimmy Murphy (n. James Patrick Murphy), 79 ani, fotbalist britanic (n. 1910)
- 19 noiembrie: Zoltán Vadász, 63 ani, actor român de etnie maghiară (n. 1926)
- 20 noiembrie: Leonardo Sciascia, scriitor italian (n. 1921)
- 28 noiembrie: Arsenie Boca, 79 ani, ieromonah, teolog și artist român (n. 1910)
- 29 noiembrie: Ion Popescu-Gopo, 66 ani, regizor român de film (n. 1923)
- 5 decembrie: Edoardo Amaldi, 81 ani, fizician italian (n. 1908)
- 6 decembrie: Ćamil Sijarić, 74 ani, scriitor muntenegrean (n. 1913)
- 7 decembrie: Kató Ács (Márta Körmendi), 72 ani, scriitoare, jurnalistă și activistă comunistă maghiară (n. 1917)
- 12 decembrie: Ioan Zugrăvescu, 79 ani, chimist român (n. 1910)
- 13 decembrie: Sammy Lerner, muzician american de origine română (n. 1903)
- 14 decembrie: Andrei Saharov, 68 ani, fizician rus, laureat al Premiului Nobel (1975), (n. 1921)
- 16 decembrie: Lee Van Cleef, 64 ani, actor american (n. 1925)
- 17 decembrie: Anton Breitenhofer, 77 ani, scriitor român (n. 1912)
- 17 decembrie: Gheorghe Vlădescu-Răcoasa, 94 ani, sociolog român (n. 1895)
- 17 decembrie: Pavel Balogh, participant la Revoluția Română din 1989, ucis de militari și ars în cadrul Operațiunii Trandafirul (n. 1920)
- 18 decembrie: Franz Liebhard (n. Robert Reiter), 90 ani, poet român (n. 1899)
- 19 decembrie: Alexandru Mitru, 75 ani, prozator român (n. 1914)
- 22 decembrie: Samuel Beckett (n. Samuel Barclay Beckett), 83 ani, dramaturg, nuvelist și poet irlandez, laureat al Premiului Nobel (1969), (n. 1906)
- 22 decembrie: Vasile Milea, 62 ani, general român (n. 1927)
- 25 decembrie: Nicolae Ceaușescu, 71 ani, dictator și politician comunist român, conducătorul României (1967-1989), (executat), (n. 1918)
- 25 decembrie: Elena Ceaușescu, 73 ani, politiciană comunistă română, soția lui Nicolae Ceaușescu, (executată), (n. 1916)
- 28 decembrie: Marin Ceaușescu, 73 ani, comunist român, fratele lui Nicolae Ceaușescu (n. 1916)
- 28 decembrie: Hermann Oberth (n. Hermann Julius Oberth), 95 ani, fizician și inventator român de etnie germană (n. 1894)

### Nedatate
- decembrie: Alexandrina Petrescu, mama Lenuței Petrescu (Elena Ceaușescu), (n. ?)

## Premii Nobel
- Chimie: Sidney Altman, Thomas R. Cech (SUA)
- Fizică: Norman F. Ramsey (SUA), Hans G. Dehmelt, Wolfgang Paul (Germania)
- Literatură: Camilo José Cela (Spania)
- Medicină: J. Michael Bishop, Harold E. Varmus (SUA)
- Pace: Tenzin Gyatso (China)